# Баренцове море
Ба́ренцове мо́ре (рос. Баренцево море; норв. Barentshavet) — окраїнне море Північного Льодовитого океану, що лежить між архіпелагами Шпіцберґен (Норвегія), Нова Земля, Земля Франца-Йосифа (Росія) і Скандинавським півостровом. Площа 1438 тис. км². Більша частина дна на півдні — континентальний шельф; переважні глибини 100—350 м, максимальна — 600 м (на південному заході в Західному жолобі). Середній об'єм води 322 тис. км³. Південно-східна частина акваторії, через особливий гідрологічний і гідрохімічний режим, виокремлюється в Печорське море. Через високоширотне положення море має складну льодову обстановку, проте через вплив теплої Нордкапської течії південні порти (Мурманськ, Вардьо) не замерзають і взимку. Море багате на біологічні ресурси, важливий регіон морської риболовлі. Важливий транспортний вузол Північного морського шляху, північні ворота європейської частини Росії. Названо на честь голландського мореплавця Віллема Баренца. На шельфі моря відкрито значні поклади природного газу і нафти (Прирозломне).

## Назва

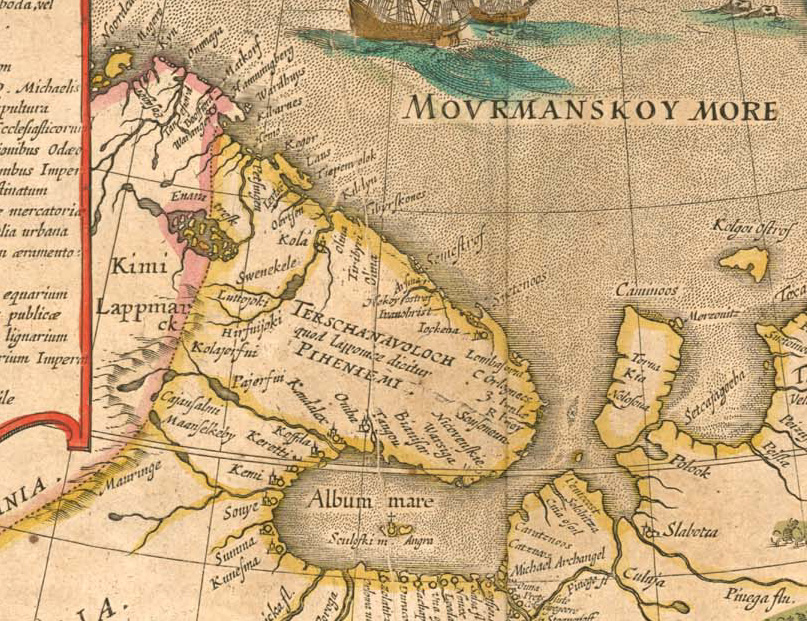
Мурманське море на карті «Tabula Russiae», 1614 рік

На різних картах різних часів море носить назву Мурман, Північне, Сіверське, Студене.
«Мурман, урмань» — поморська назва норманів («norman»), норвежців, яка поширилась на усе північне узбережжя Кольського півострова й море на північ від Білого. Звук «n» трансформувався у звук «m», а звук «o» він в цьому слові та по теперішній час в норвезькій і шведській мовах вимовляється як м'який «у» — [nur'man]. Таку назву море носить і на карті Арктики Герарда Меркатора (лат. Gerardus Mercator), датованій 1595 роком. На французьких картах XVII століття зустрічаються написи — Московське море.
Сучасну назву море отримало 1853 року на картах А. Петермана, було назване на честь голландського мореплавця Віллема Баренца, що намагався наприкінці XVI століття віднайти північно-східний прохід до Тихого океану.

## Фізико-географічне положення

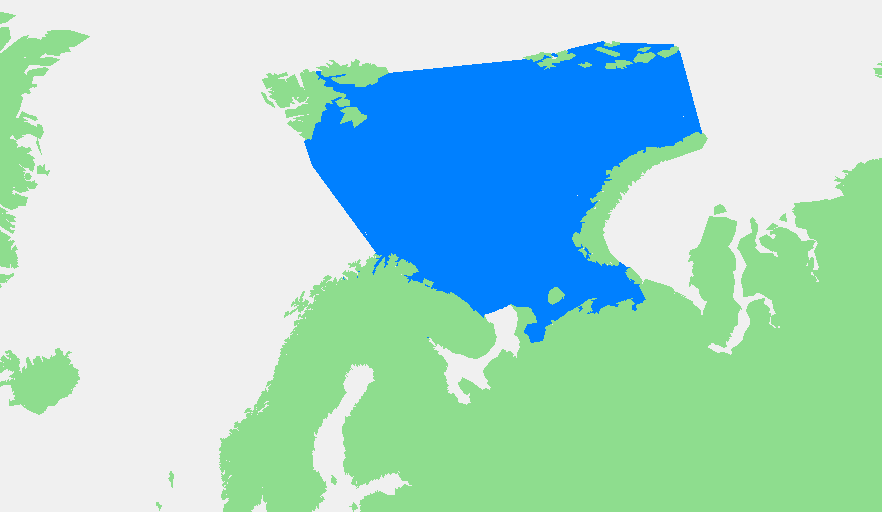
Акваторія Баренцового моря

Баренцове море — окраїнна частина Північного Льодовитого океану, що лежить між материковим берегом Європи, Новою Землею, Землею Франца-Йосифа і Шпіцбергеном; між 81°52′ і 66°44′ північної широти, 16°30′ і 68°32′ східної довготи.

### Межі й протоки
Баренцове море як окраїнне має чіткі кордони на південному заході, півдні й частково сході, інші межі моря визначаються умовними лініями. Згідно з визначенням меж акваторій Світового океану Міжнародною гідрографічною організацією (англ. International Hydrographic Organization) кордони моря наступні:
- На заході межує з Норвезьким і Гренландським морями по умовній лінії мис Південний (острів Західний Шпіцберген) — мис Північний острова Ведмежий, мис Бичачій острова Ведмежий — мис Нордкап Скандинавського півострова (Норвегія).
- На півночі — з акваторією Північного Льодовитого океану протокою Хінлопен між островами Західний Шпіцберген і Північно-Східна Земля, далі від мису Лі-Сміт на Північно-Східній Землі на захід до островів Стурьо і Квітоя (Білий) архіпелагу Шпіцберген — острів Вікторія — мис Мері Хармсворт острова Земля Александри — північні межі архіпелагу Земля Франці-Йосифа.
- На сході — з Карським морем по лінії від острова Греем-Белл (мис Кользат) архіпелагу Земля Франца-Йосифа до мису Желанія Північного острова Нової Землі, далі Новоземельскими протоками (Маточкін Шар, Карські Ворота, Югорський Шар) до материкового узбережжя (мис Білий Ніс).
- На півдні умовна межа з Білим морем проходить по лінії мис Канін Ніс — мис Святий Ніс.

Південно-східна частина, між островом Колгуєв, Нова Земля, Вайгач і Печерською губою, через своєрідний гідрологічний режим, виокремлюється в шельфове Печорське море.
Площа моря становить 1438 тис. км², це одне з найбільших морів Світового океану; середній об'єм води 316 тис. км³. Більша частина моря займає арктичний шельф, отже середні глибини 100—350 м (222 м), максимальна — 600 м.

### Острови
Островів у відкритій частині Баренцового моря мало, найбільший з них — Колгуєв, відділений від узбережжя Поморською протокою. Із заходу, півночі й сходу море обмежене островами архіпелагів Шпіцберген, Земля Франца-Йосифа і Нова Земля. Невеликі острови згруповані в архіпелаги, що лежать поблизу материка або великих островів: Хрестові, Горбові, Гуляєві Кішки, Междушарський.
Теплі атлантичні води та сильне хвилювання швидко зруйнували й розмили за історичний час залишки льодовикової епохи — перешаровані піщано-льодисті острови східної та південної шельфової частини моря. І відбулося це значно швидше, ніж в інших арктичних морях. Залишились численні розповіді про деякі з них:
- земля на 72° північної широти, яку бачили мореплавці 1553 року;
- відомий у XVII столітті піщаний острів Дужка між гирлом Печори та Новою Землею;
- 1688 року був відмічений острів довжиною в декілька миль за 40 км на північний схід від острова Колгуєв.

### Береги та затоки
Окремі ділянки морського узбережжя відносяться до різних морфологічних типів берегів, загалом абразійні, зустрічаються акумулятивні й льодовикові:
- Норвезькі береги Скандинавського півострова порізані численними фйордами[1]. Російські береги Кольського півострова стрімкі корінні первинно рівні (тектонічного генезису), в районі Мурманська — бухтові. Найбільші затоки із заходу на схід: Порсангер-фіорд (норв. Porsangerfjorden), Варангер-фіорд (норв. Varangerfjorden), Мотовська, Кольська і Святоніська затоки[4].
- У межах Росії, на схід від мису Канін Ніс, континентальне узбережжя має пологіші береги, декілька зручних бухт[1]. Узбережжя півострова Канін — вирівняне абразійно-акумулятивне; узбережжя Чеської губи, як і острова Вайгач — абразійно-бухтове; печорське узбережжя потамогенне, утворене річковими наносами. Найбільші затоки: Чеська губа, Печорська затока, Хайпудирська губа[4].
- Західне узбережжя Нової Землі загалом пологе і горбисте, на півдні скидчасті, у центральній частині — фіордове, північній частині впритул до моря підходять льодовики, деякі стікають прямо до моря. Льодовикові береги характерні також для архіпелагу Земля Франца-Йосифа.
- Узбережжя островів архіпелагу Шпіцберген скелясте фіордове. Льодовикові береги характерні для острова Північно-Східна Земля.

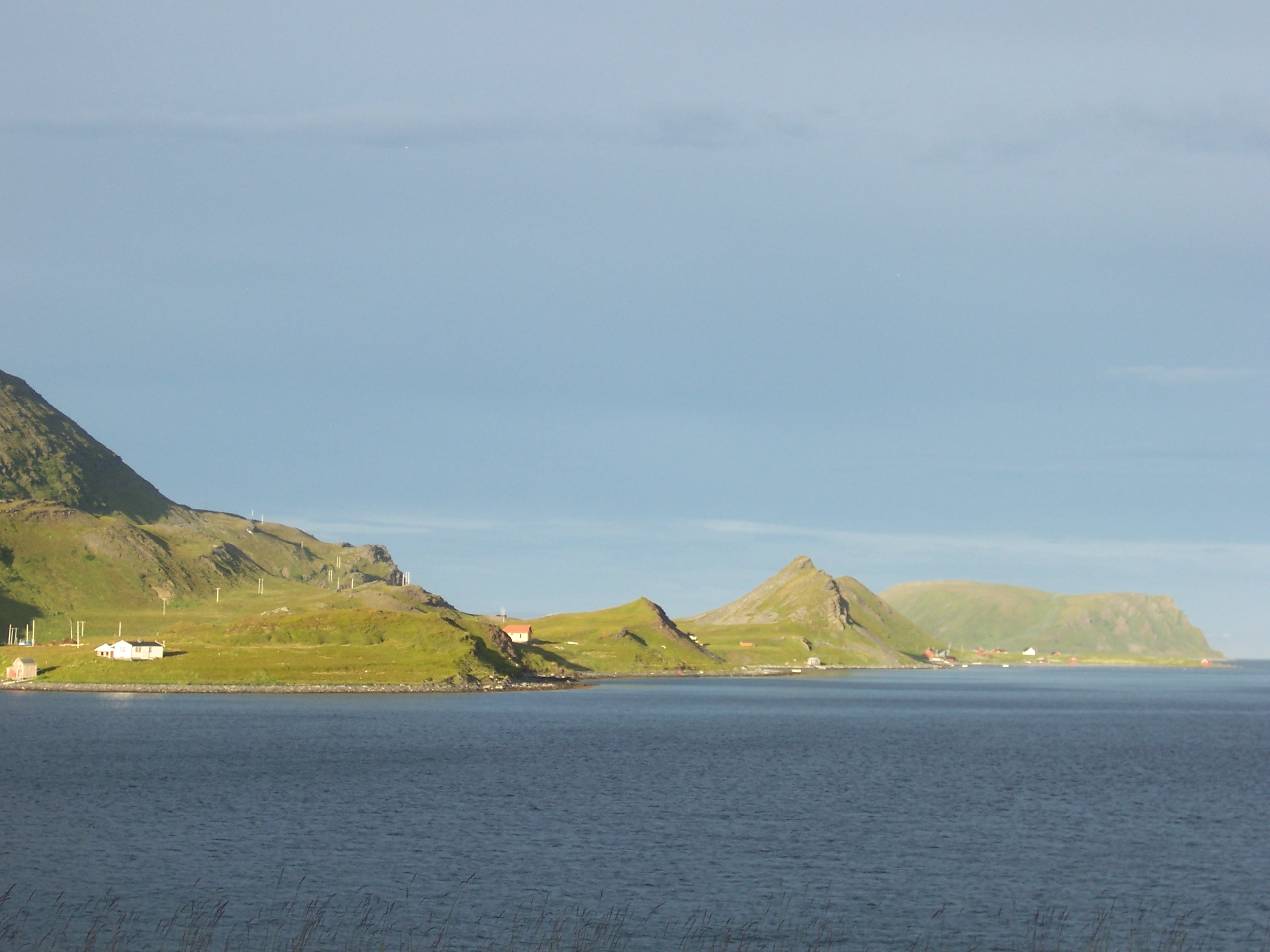
Порсангер-фіорд
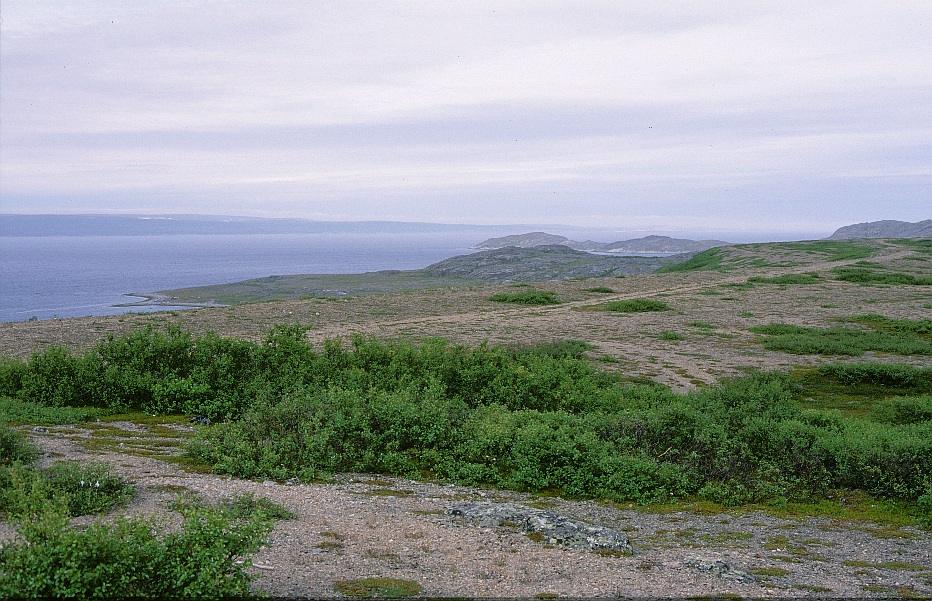
Варангер-фіорд
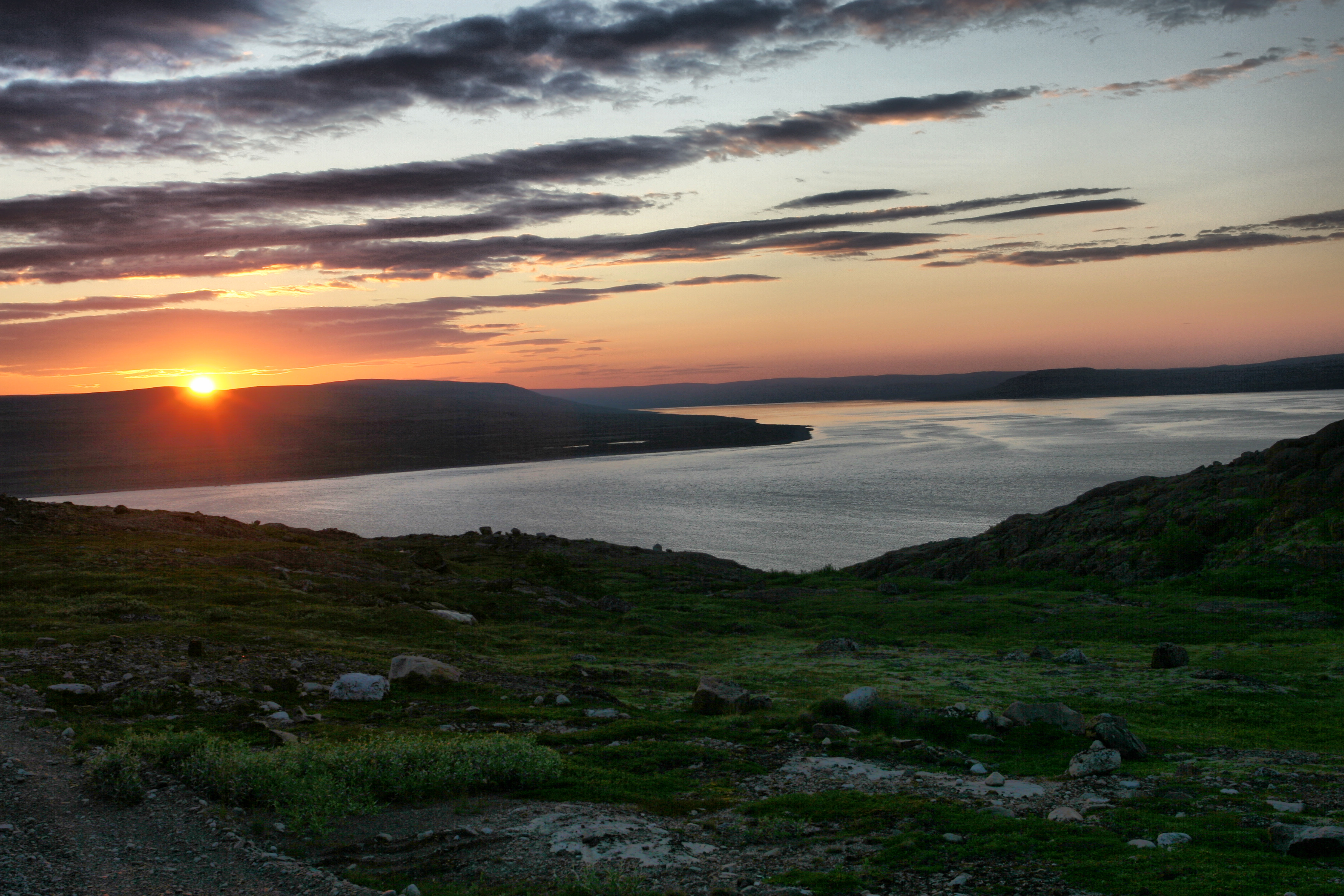
Мотовська затока
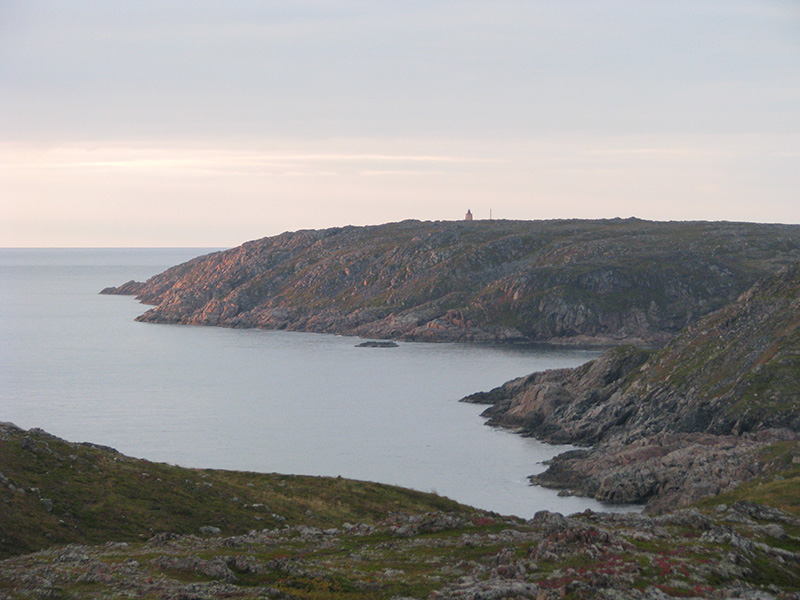
Мис Святий Ніс
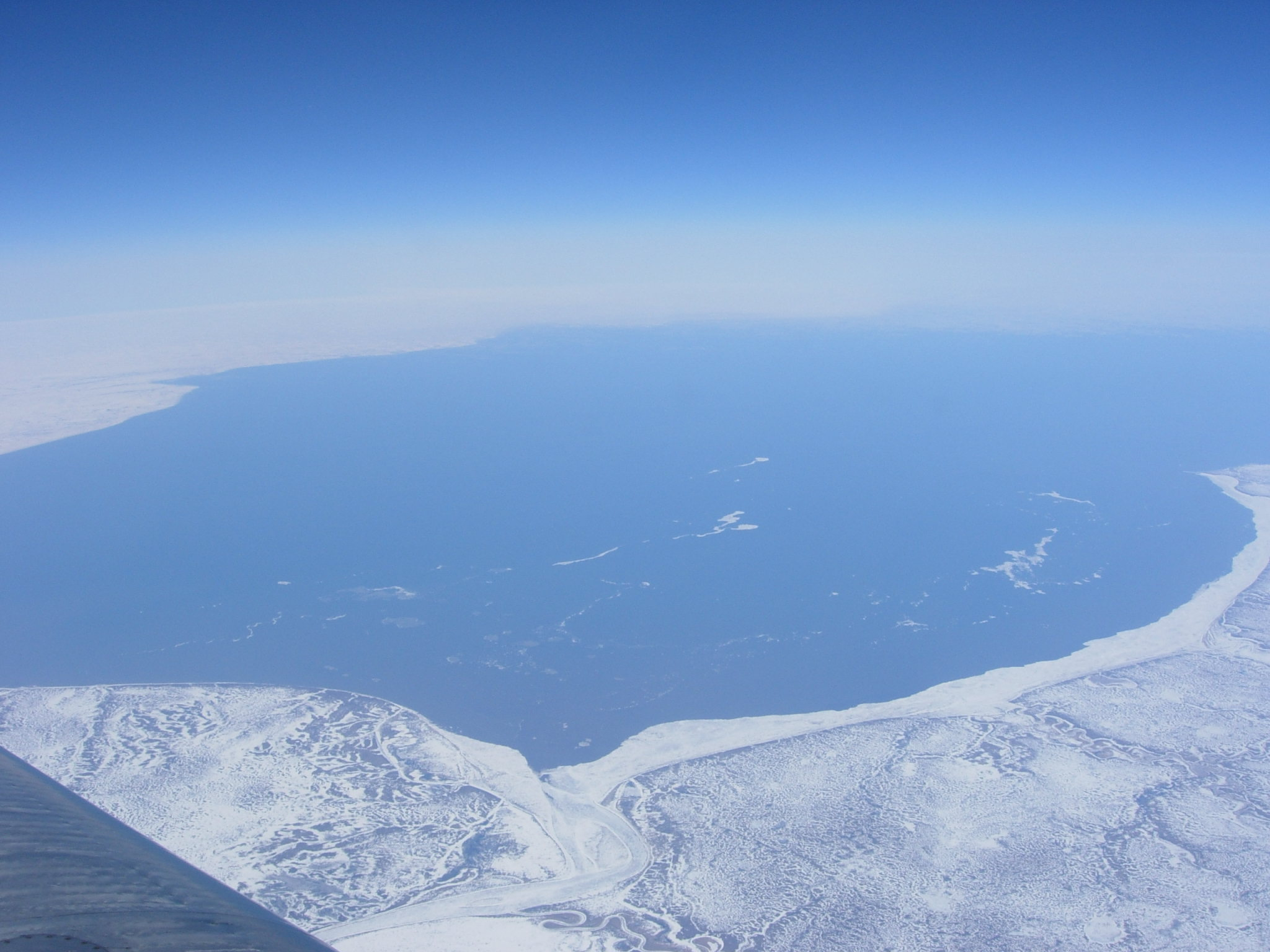
Чеська губа

### Річковий стік
Річковий стік до моря невеликий — 163 км³ на рік, 90 % його зосереджено в південно-східній частині моря (Печорське море), саме тут він істотно відбивається на гідрологічних умовах моря, тут до моря несуть свої води 2 великі річки, Печора (130 км³ на рік) й Індіга. На північне узбережжя Норвегії і берег Кольського півострова припадає близько 10 % стоку (Тулома, Печенга, Західна Ліца, Кола, Териберка, Вороняча, Ринда, Йоканга). Річковий стік сильно варіюється за сезонами, максимум — навесні (скрес річок, танення снігу в басейні річок), мінімум — восени та взимку (лише дощове й ґрунтове живлення річок).

## Геологія і рельєф дна
У геологічному плані не шельфова частина Баренцового моря представлена Баренцовоморською літосферною плитою протерозойського віку. Формування геологічної структури дна моря пов'язано з двома епохами каледонського орогенезу, коли внаслідок зіткнення Феносарматії та Канадської платформи утворилася Лавразія, а пізніше остання зіткнулась з Ангаридою (Західним Сибіром). Подальшу геологічну історію моря визначало затухання каледонського горотворення, початок рифтоутворення (рифт Білого моря), як частини загального розпаду Пангеї.
Значний вплив на рельєфоутворення дна моря мали остання епоха четвертинного зледеніння. Під час яких південна частина моря була суходолом яким текли річки, прорізаючи долини на північний захід. Нова Земля слугувала одним з центрів останнього пізньодріасового покривного заледеніння (10 тис. років тому). Подальше танення льодовиків й пов'язані з цим ізостатичні рухи пришвидшили екзогенні процеси — ерозію, денудацію й осадонакопичення. На шельфовій частині на глибинах 200 і 70 м простежуються залишки минулих морських узбереж: терасові уступи, льодовиково-денудаційні й льодовиково-акумулятивні форми рельєфу останніх регресій моря.

### Рельєф дна
Дно Баренцового моря представлене складно розчленованою підводною рівниною з хвилястою поверхнею, трохи похилою на захід і північний схід. У рельєфі дна Баренцового моря виділяються підводні:
- рівнини: Центральне плато.
- височини: Центральна (мінімальна глибина 64 м); Персея (63 м), північніше Центральної; Мурманське підняття, Північно-Канінська і Гусина банки — на півдні.
- западини: Центральна (мінімальна глибина 386 м), відділяє Центральне узвишшя від Нової Землі.
- жолоби: Західний (мінімальна глибина 600 м), або Острова Ведмежого (максимальна глибина 600 м), відкривається в Норвезьке море; Франц-Вікторія (430 м), між архіпелагами Шпіцберген і Земля Франца-Йосифа; Святої Анни між Землею Франца-Йосифа й Новою Землею.

Південна частина моря — континентальний шельф з глибинами менше ніж 200 м, з вирівняним рельєфом. Для прибережних ділянок морського дна характерні піщані гряди, що їх утворюють припливно-відпливні течії, численні дрібні нерівності висотою до 5 м. Російський океанолог Зубов М. М. вважав Баренцове море класичним прикладом впливу рельєфу дна на гідрологічні процеси в товщі вод.

### Донні відклади
Донні відклади представлені піском, галькою і щебенем; у центральній та північній частині, на узвишшях — мулистим піском (товщина відкладень до 0,5 м); у западинах — мулом. Широко поширений уламковий матеріал реліктових зледенінь. Загалом невисокі темпи осадонакопичення (30 мм за 1 тис. років) пояснюється відсутністю джерел теригенного матеріалу (найбільша річка басейну моря, Печора залишає увесь свій алювій в Печорській губі; берега складені здебільшого гранітними породами).

### Підводні вулкани
У Баренцовому морі відомі два грязьові вулкани, один з яких відкрито в 2023 році в ході експедиції науково-дослідного судна «Kronprins Haakon» з пілотованим підводним апаратом «ROV Aurora» в південно-західній частині моря на глибині 400 метрів та на відстані 70 морських миль на південь від острова Ведмежий. Про відкриття діючого підводного грязьового вулкану повідомила пресслужба Арктичного університету Норвегії.

## Клімат

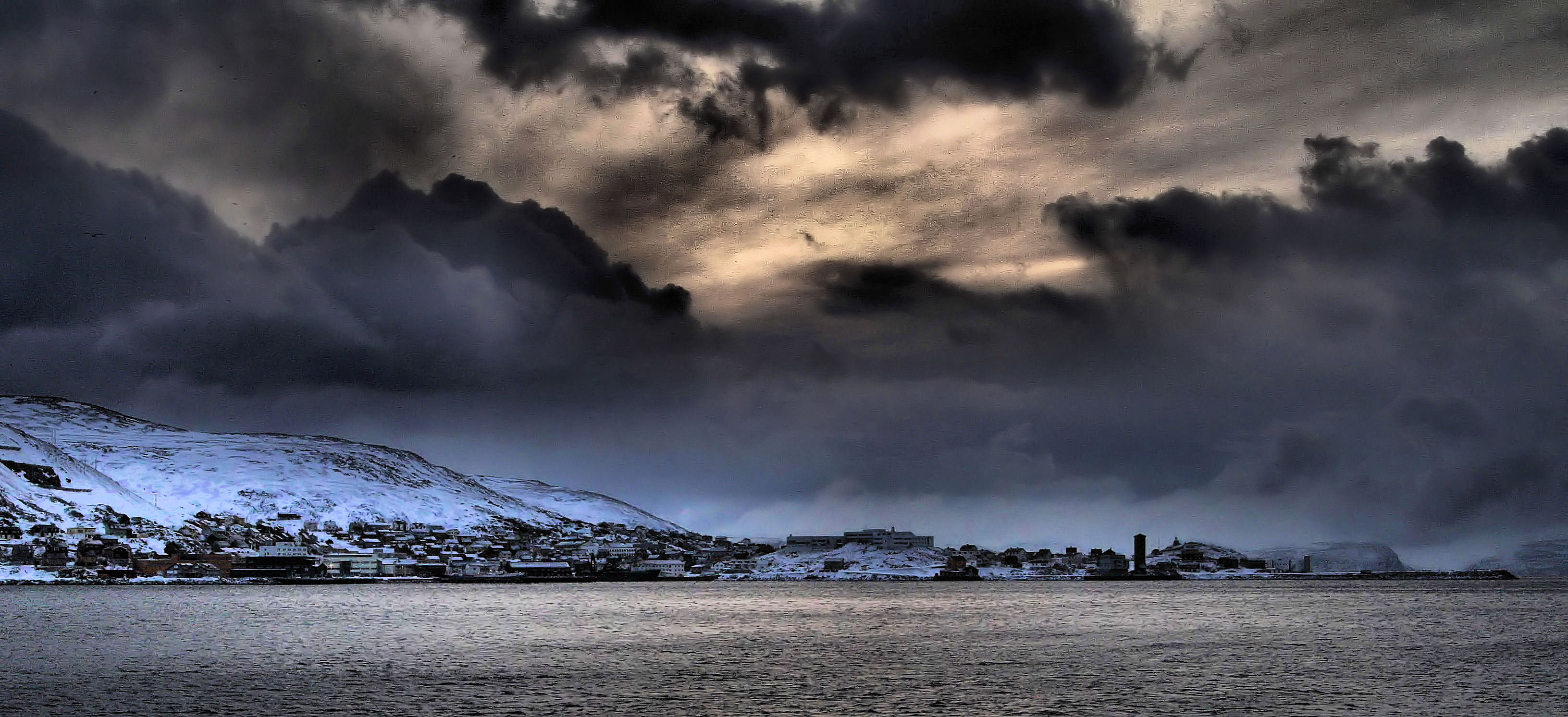
Зимова погода на південному узбережжі моря (Норвегія)

Північна акваторія моря лежить в арктичному, а південна — в субарктичному кліматичному поясі. На півночі цілий рік переважають полярні повітряні маси, а на півдні влітку — помірні повітряні маси. На межі зіткнення цих повітряних мас утворюється арктичний фронт (від Ісландії через острів Ведмежий до півночі Нової Землі). Льодовий покрив цілорічний. Низькі температури повітря цілий рік. Атмосферних опадів випадає недостатньо. Чітко відстежується сезонна зміна переважаючих вітрів. Досить великі річні амплітуди температури повітря.
Через море проходять траси атлантичних циклонів, що несуть теплі повітряні маси із заходу на північний схід, вглиб Арктики. Досить часто такий перенос переривається вторгненням гребня арктичного антициклону, що спускає холодні арктичні повітряні маси далеко на південь. Рівнинний характер Східно-Європейської рівнини дозволяє безперешкодно це робити аж до акваторії Чорного моря.
Погодні умови над морем одні з наймінливіших і найнепередбачуваніших. Метеорологічні процеси розвиваються досить бурхливо й стрімко, особливо навесні й восени, коли відбувається перебудова атмосферних баричних полів.
Кліматичні умови моря значно м'якіші в порівнянні з такими над акваторіями інших арктичних морів. Тут випадає більше атмосферних опадів, температури повітря значно вищі, зими м'якіші, річні амплітуди температури повітря незначні, вологість висока. Загалом погіршення кліматичних умов відбувається в напрямку від південного заходу на північний схід. Середні річні температури повітря: острів Ведмежий −1,6 °C, Шпіцберген −5,2 °C, Земля Франца-Йосифа −10,5 °C. Цілий рік переважає похмура погода, 7—8 балів. Річна сума атмосферних опадів коливається від 250 мм на півночі, до 500 мм на південному заході (Норвегія).
Зміна баричних полів спричиняє зміни атмосферного тиску й напрямку вітру, що, своєю чергою, впливають на сезонні коливання рівня моря (до 0,4—0,5 м у Мурманську) з максимумом рівня у період листопад-грудень, мінімумом — травень-червень. Тривалі вітри викликають згінно-нагінні коливання: до 3 м на Кольському узбережжі, до 1 м поблизу Шпіцбергену, до 0,5 м біля берегів Нової Землі.

### Зима
Взимку підсилюється Ісландський мінімум, що активізує арктичний фронт — над центральною акваторією Баренцового моря посилюється діяльність циклонів з погіршенням погоди, різкою зміною температур. Середні температури повітря взимку −20…−22 °C на північних островах, −10…−15 °C на південному узбережжі, −2 °C в західній частині моря. Переважають південно-західні вітри зі швидкістю 4—7 м/с (часом до 16 м/с).

### Літо
Влітку Ісландський мінімум зменшує активність, а Сибірський антициклон розмивається, над морем утворюється стійкий антициклон з похмурою прохолодною погодою. Середні температури повітря влітку від +4 °C на півночі до +9 °C в західній частині, в залежності від місцевих фізико-географічних умов. Переважають тихі північно-східні вітри, на заході часті шторми, коли південно-західні вітри (10—12 м/c) приносять тепле повітря з Атлантики.

## Гідрологія
Гідрологічний режим утворюється циркуляцією морських вод із різними властивостями, і різного генезису: теплі води Атлантики із заходу, теплі річкові води з півдня, холодні полярні й місцеві води.

### Температура води
Завдяки отеплювальному впливу теплої Нордкапської течії південно-західна частина Баренцового моря не замерзає і протягом усього року доступна для навігації. Температура води Баренцового моря взимку від +5° на півдні, 0…+3 °C в центрі, до температури замерзання на півночі; влітку температури повітря й поверхневого шару вод моря мало різняться — на півдні до +9°, у центральній частині до +5 °C, на півночі — нижче 0 °C. Влітку поблизу узбережжя верхній шар 7—8 м може прогріватись до температури +9…+14 °C.
Розподіл температури в товщі морської води залежить від таких чинників:
- поширення теплих атлантичних вод, що поширюються на схід підводними жолобами;
- зимового охолодження, що поширюється на значну глибину;
- рельєфу дна.

| Горизонт (м) | Січень | Лютий | Березень | Квітень | Травень | Червень | Липень | Серпень | Вересень | Жовтень | Листопад | Грудень |
| ------------ | ------ | ----- | -------- | ------- | ------- | ------- | ------ | ------- | -------- | ------- | -------- | ------- |
| 0            | 3,80   | 3,20  | 3,20     | 3,32    | 3,32    | 4,76    | 6,35   | 8,60    | 7,15     | 5,94    | 4,76     | 4,26    |
| 10           | 3,82   | 3,27  | 3,22     | 3,22    | 3,28    | 4,71    | 6,25   | 8,56    | 7,11     | 5,86    | 4,78     | 4,24    |
| 20           | 3,94   | 3,31  | 3,17     | 3,32    | 3,30    | 4,65    | 6,03   | 8,07    | 7,13     | 5,94    | 4,78     | 4,16    |
| 50           | 3,95   | 3,34  | 3,20     | 3,25    | 3,22    | 4,19    | 4,48   | 4,87    | 5,99     | 5,82    | 4,78     | 4,19    |
| 100          | 3,96   | 3,35  | 3,17     | 3,27    | 3,13    | 3,80    | 3,97   | 4,35    | 4,90     | 5,03    | 4,78     | 4,20    |
| 200          | 3,83   | 3,30  | 3,14     | 3,10    | 2,78    | 3,30    | 3,31   | 3,61    | 4,30     | 4,15    | 4,47     | 4,13    |
| 300          | 3,36   | 2,86  | 2,72     | 2,36    | 2,17    | 2,28    | 2,52   | 2,65    | 3,57     | 3,08    | 3,68     | 3,43    |

Для Баренцового моря характерний холодний проміжний шар (глибини 50—100 м). Сильне вихолоджування відбувається в улоговинах (−1,7 °C), куди не проникають теплі води, а також над підводними височинами, що перешкоджають поширенню глибинних теплих солоних вод — «шапки холодної води». У мілководній південно-східній частині моря сезонні зміни температури води добре виражені від поверхні до дна: взимку по всій товщі води низька температура, влітку добре прогрівається верхній шар води до глибин 15—18 м, нижче якого температура різко знижується до дна.
Суттєве потепління морських вод відмічається останнє століття, починаючи зі спостережень 1920 року. Таке потепління прямо впливає як на кількість криги на поверхні, так і на обсяг біомаси в товщі води, збільшення теплолюбних видів.

### Солоність
Солоність поверхневих вод відкритої частини Баренцового моря наближається до пересічної солоності океану (32—35 %), у південно-східній частині завдяки принесенню річками прісних вод трохи нижча (33,0—34,0 ‰). Найбільша солоність простежується в глибокому Західному жолобі (34,9 ‰), яким до моря потрапляє тепла (+2 °C) атлантична вода. У прибережній смузі моря навесні та влітку солоність знижується до 30—32 ‰, наприкінці зими зростає до 34,0—34,5 ‰.
Стратифікація солоності в товщі морської води пов'язана як з рельєфом дна, так і з припливом атлантичних і річкових вод. Переважно збільшується від 34 ‰ на поверхні до 35,1 ‰ поблизу морського дна, над підводними височинами стратифікація виражена менше. Сезонні коливання стратифікації солоності виражені слабко, влітку можна відзначити верхній 20 м шар більш прісної води, солоність якого вирівнюється взимку з глибшими шарами.

### Водні маси
У Баренцовому морі спостерігаються 4 типи водних мас:
- Тепла солона водна маса, що заходить з півночі Атлантичного океану (температура води >3 °C, солоність >35 ‰). Взимку повністю займають південно-західну, а влітку центральну частину моря.
- Холодні арктичні води, що заходять північними протоками (температура води <0 °C, солоність <35 ‰). Влітку повністю займають північно-східну акваторію.
- Теплі опріснені (річковим стоком на півдні й льодовиковою кригою на півночі) води узбереж (температура води >3 °C, солоність <34,7 ‰). Влітку займають південну частину моря, взимку не відрізняються від арктичних, сліди присутні лише у верхньому горизонті.
- Холодні й солоні місцеві води, що утворюються трансформацією атлантичних. Взимку повністю займають північно-східну акваторію.

На стику між полярними і атлантичними водними масами утворюється полярний фронт. У західній частині моря (недалеко від острова Ведмежий), фронт стабільний із року в рік, значною мірою він визначається місцевим рельєфом дна; у східній частині моря (поблизу Нової Землі) фронт дифузний і його положення може змінюватися як з роками, так і впродовж одного сезону.

### Конвекція
Водний обмін з сусідніми морями суттєво впливає на водний баланс, через протоки входить і виходить по 76 тис. км³ (25 % загального об'єму води в Баренцовому морі) з яких 59 тис. км³ несе тепла Нордкапська течія з Атлантики. Ці потоки приносять 177•1012 ккал за рік, 88 % з яких поглинається власне Баренцовим морем, а тільки 12 % віддається сусіднім морям.
Навесні, влітку під впливом опріснення поверхневих шарів густинна стратифікація вод досить чітко виражена на всій акваторії моря, в результаті осіннього охолодження відбувається вирівнювання величин густини з глибиною. У північній частині зимова конвекція охоплює шар 50—75 м, над підводними узвишшями сягає морського дна.

### Морські течії
Баренцове море слугує ареною взаємодії теплих солоних морських мас Атлантичного океану з холодними опрісненими Північного Льодовитого. Система циркуляції залежить від сезонних змін і прямо впливає на характер льодових умов і біомасу. На течії Баренцова моря істотно впливають великомасштабні баричні поля.
Теплі атлантичні води з температурою +4…+12 °C і солоністю 35 ‰ потрапляють до моря зі швидкістю 25 см/с з південного заходу у вигляді Нордкапської течії (частина Гольфстриму), що ділиться на 2 потужні гілки на схід від 25° меридіану:
- Прибережна Мурманська течія плине смугою 40—50 км на схід вздовж узбережжя зі швидкістю 15—20 см/с до острова Колгуєв, де поділяється на Канінську і Колгуєвську течії.
- Мурманська течія плине смугою 100 км північніше зі швидкістю 5 см/с, повертаючи від 40° меридіану на північний схід — утворюється Західно-Новоземельська течія.

Західно-Новоземельська течія зливається з Колгуєвською і холодною течією Літке (з Карських Воріт) і прямує на північ вздовж узбережжя Нової Землі.
Холодні арктичні води потрапляють глибоководними жолобами між островами з півночі. Вздовж підводної височини Персея на південний захід до острова Ведмежий прямує холодна течія Персея. Від острова Надії ця течія має назву Ведмежинська (швидкість 50 см/с).
Внаслідок різної щільності місцевої холодної та більш прісної води з теплішою й солонішою атлантичною, остання занурюється під шари першої. У північній частині моря поверхневі холодні полярні течії несуть з північного сходу на південний захід кригу. Внутрішні течії моря спрямовані проти годинникової стрілки.

### Припливи й хвилювання
Відкрите сполучення з Атлантичним океаном сприяє розвитку високих припливів і відпливів (6,1 м на узбережжі Кольського півострова), які мають правильний півдобовий характер і нетипово високі для арктичних морів (висота припливів зменшується з південного заходу на північний схід, від 4,7 м до 0,6 м). Основна припливна хвиля входить у Баренцове море з південного заходу, другорядна — з арктичного басейну; на північному сході відбувається інтерференція цих хвиль, через що й припливи невисокі. Норвезькі вузькі фйорди не встигають наповнюватись-звільнятись від води при настанні припливів або відпливів, у результаті чого утворюються значні перепади рівня моря, що спричинює стрімкі течії (154 см/с) між морем і затоками. Така сама картина характерна й для Гирла Білого моря й південно-західної мілини архіпелагу Шпіцберген.
Через не виражену густинну стратифікацію вод у Баренцовому морі, вітрове хвилювання охоплює шар 15—20 м у теплий сезон, 25—30 м у холодний. Лише Печорське море, що характеризується відносно кращою стратифікацією вод, не зазнає вітрового перемішування глибше шару 10—12 м. Сильні (20—25 м/с) тривалі (до 16—18 годин) зимові західні й південно-західні вітри спричиняють появу 10—12 м хвиль в центральній акваторії та 7—8 м в прибережній. Влітку море значно спокійніше, повторюваність хвиль вище 5 м не перевищує 1—5 %.

### Льодовий режим

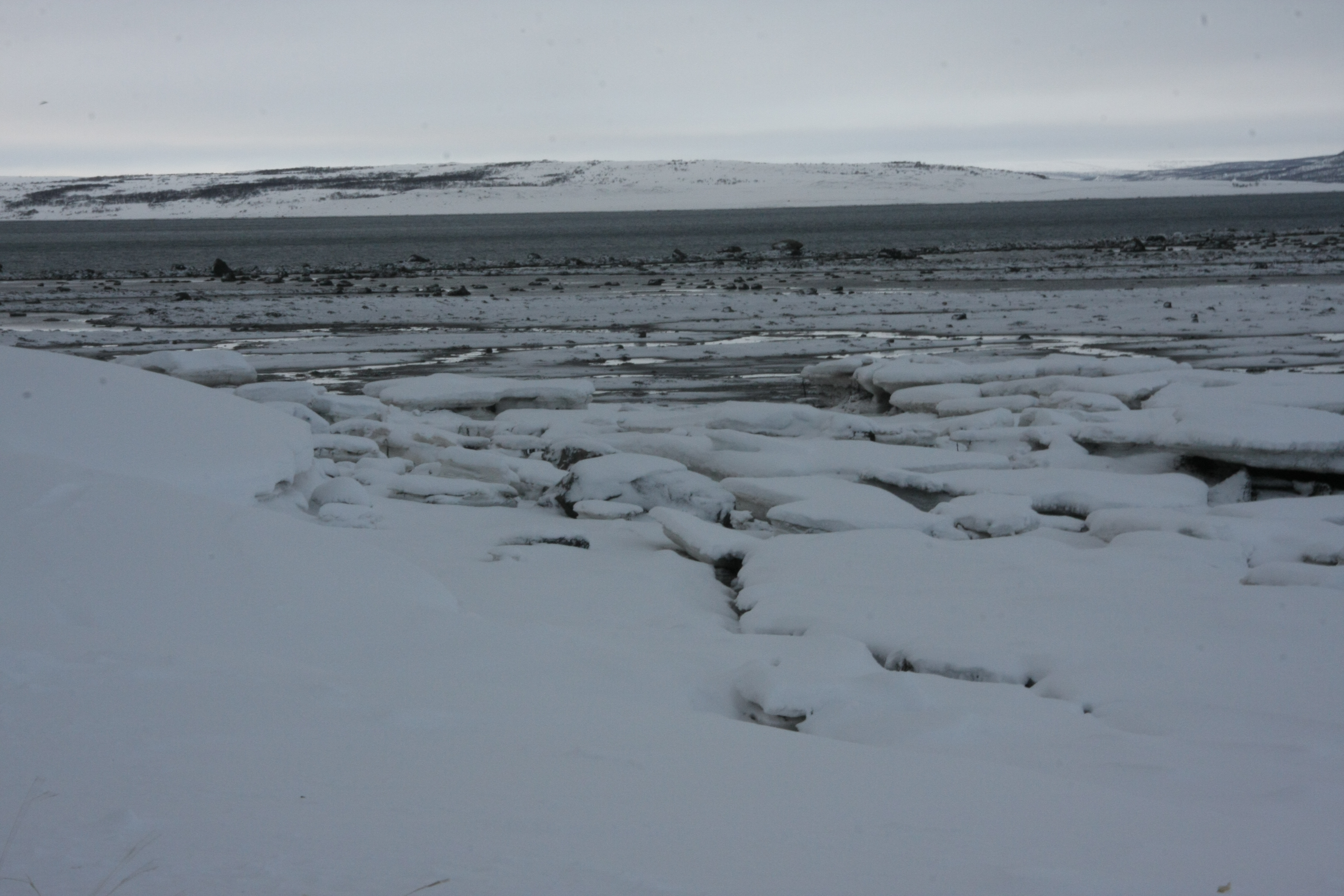
Льодова обстановка взимку у Варангер-фіорді

Льодовий режим Баренцового моря суттєво різниться від режимів інших арктичних морів. Це єдине море Північного Льодовитого океану, північно-західна акваторія якого ніколи не замерзає. Льодовитість моря змінюється з року в рік і корелюється з інтенсивністю Нордкапської течії, характером атмосферної циркуляції, загальними кліматичними процесами Арктики.
Загалом на морі спостерігаються однорічні льоди місцевого походження. У північній частині моря поверхневі холодні полярні течії несуть з собою полярну кригу, одна з гілок доходить до острова Ведмежого і трохи далі на південний захід. На північному сході можуть зустрічатись багаторічні льоди, арктичний пак. Припай розвинений слабко, невеликі площі в Канінсько-Печорському районі, поблизу Нової Землі, в губах Кольського півострова.
Крига починає утворюватись у вересні (північні райони), найдовше відкритим від криги море залишається на південному сході, що пояснюється впливом теплих річкових вод, що надходять з півдня. У період найбільшого поширення морської криги (квітень), вона вкриває лише північну і південно-східну частини моря (за 500—600 км від узбережжя Кольського півострова). Товщина криги становить 0,7—1 м (до 1,5 м поблизу мису Желанія). Поблизу західного узбережжя Нової Землі, часто впродовж усієї зими існує заприпайна ополонка. Подібні ополонки утворюються поблизу печорського узбережжя, в морі Вікторії (архіпелаг Земля Франца-Йосифа). У період найменшого (серпень) — крига доходить лише до північних проток, повністю звільняючи море. Раніше, у періоди несприятливих кліматичних умов, морська крига могла спостерігатись в центральній акваторії моря, поблизу Нової Землі й посеред літа.
Навесні плавуча крига займає 75 % акваторії моря. Численні айсберги (висотою до 25 м, завдовжки до 600 м) спостерігаються північніше 74° північної широти. 1929 року айсберги помічали поблизу Мурманська.
Починаючи з 1923 року радянський океанолог В. Ю. Візе вперше почав давати прогнози щодо майбутньої льодової обстановки на морі. 1989 року був проведений міжнародний зимовий експеримент SizeX-89, основною метою якого було дослідження морської криги для розробки алгоритмів прогнозування й моделювання льодової обстановки в морі.

## Гідрохімія
На хімічний склад води надзвичайно високий вплив має відкритість моря до Атлантичного і Північного Льодовитого океанів, невеликій річковий стік локалізований на південному сході. Ці чинники роблять хімічний склад вод Баренцового моря близьким до океанічних вод. Загальні гідрохімічні умови визначаються особливостями гідрологічних процесів, зокрема добрим перемішуванням водних шарів, що прямо впливає на склад і розподіл розчинених у воді газів і біогенних речовин.
Води Баренцового моря добре аеровані, вміст кисню близький до насичення (максимальний — 130 % влітку, у верхньому 25-метровому шарі; мінімальний — 70—75 %, на дні Ведмежинської западини, на півночі Печорського моря). Фітопланктон концентрується у верхньому шарі, бо нижче 50 м шар із зниженим вмістом кисню. «Цвітіння» морської води (активний розвиток фітопланктону) з настанням літа поблизу краю льодів спричинюють біогенні речовини, що розчиняються у воді під час танення криги.
Вміст нітратів і фосфатів у поверхневому шарі (25 м) зменшується до кінця літнього сезону, нітрати майже повністю споживаються фітопланктоном. Проте восени завдяки розвиткові вертикальної циркуляції вміст нітратів знов підвищується за рахунок надходження з морського дна. У районах поширення холодного проміжного шару останній уповільнює обмін газами та поживними солями між поверхневими й глибинними шарами.

## Історія
На південному узбережжі протягом останніх тисячоліть мешкає аборигенний фіно-угорський народ — саами (лопарі). Перші плавання до вод Баренцового моря здійснили скандинавські вікінги у IX столітті. У першій половині XII століття на Терському узбережжі моря з'являються новгородці-ушкуйники, що промишляли потужні моржеві й тюленячі лежбища. У XV столітті північний морський шлях до Європи стає основним для Московії, з Архангельська, Мезені, Онеги, Кемі до Західної Європи везли рибу, ліс і хутро. 1496 року московський посол Григорій Істома вирушив до Данії з Мурманського берега. Поморські ушкуйники того ж століття досягли берегів Шпіцбергену (звали його Грумант) і Нової Землі. Поморський звіропромисловець Старостін заснував на Шпіцбергені промислову базу, закинуту в подальшому.
У XVI столітті морем зацікавились англійські й голландські мореплавці під час пошуку північно-східного проходу до Тихого океану, бо південні шляхи на той час контролювали Іспанія і Португалія. Помітною віхою в цих пошуках стала мандрівка й зимівля на берегах Нової Землі голландської торговельної експедиції 1596—1597 років за участі Віллема Баренца. На честь останнього А. Петерман 1853 року назвав море на своїй карті. Не віднайшовши проходу через льоди, європейці усе ж таки відкрили для себе величезні стада китів у цих водах, це привабило численні морські флотилії до Баренцового моря. У ті часи китовий жир (ворвань) слугував технічним жиром для вовняних мануфактур, що стрімко ширились європейським континентом, а також був єдиною речовиною для освітлення в країнах Північної Європи. На Шпіцбергені з'являється величезне місто китобоїв (15 тис. мешканців) — Шмеринбург. Хижацьке ставлення до величезних легкодоступних біологічних багатств Баренцового моря призвели до повного винищення великих стад китів і моржів, занепаду промислових поселень.

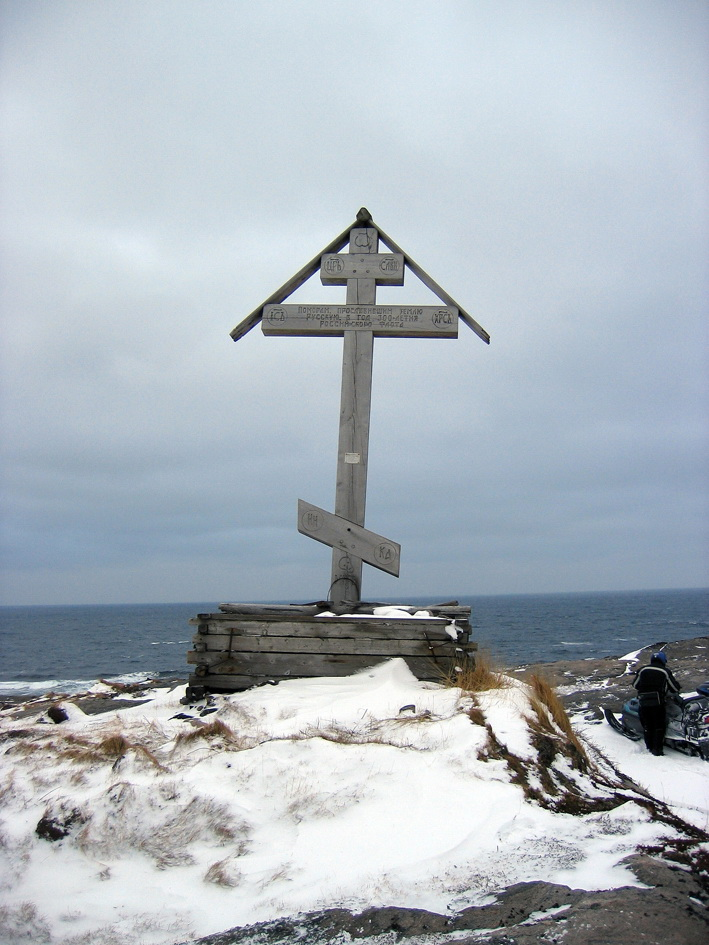
Хрест поморам на розі Святий Ніс
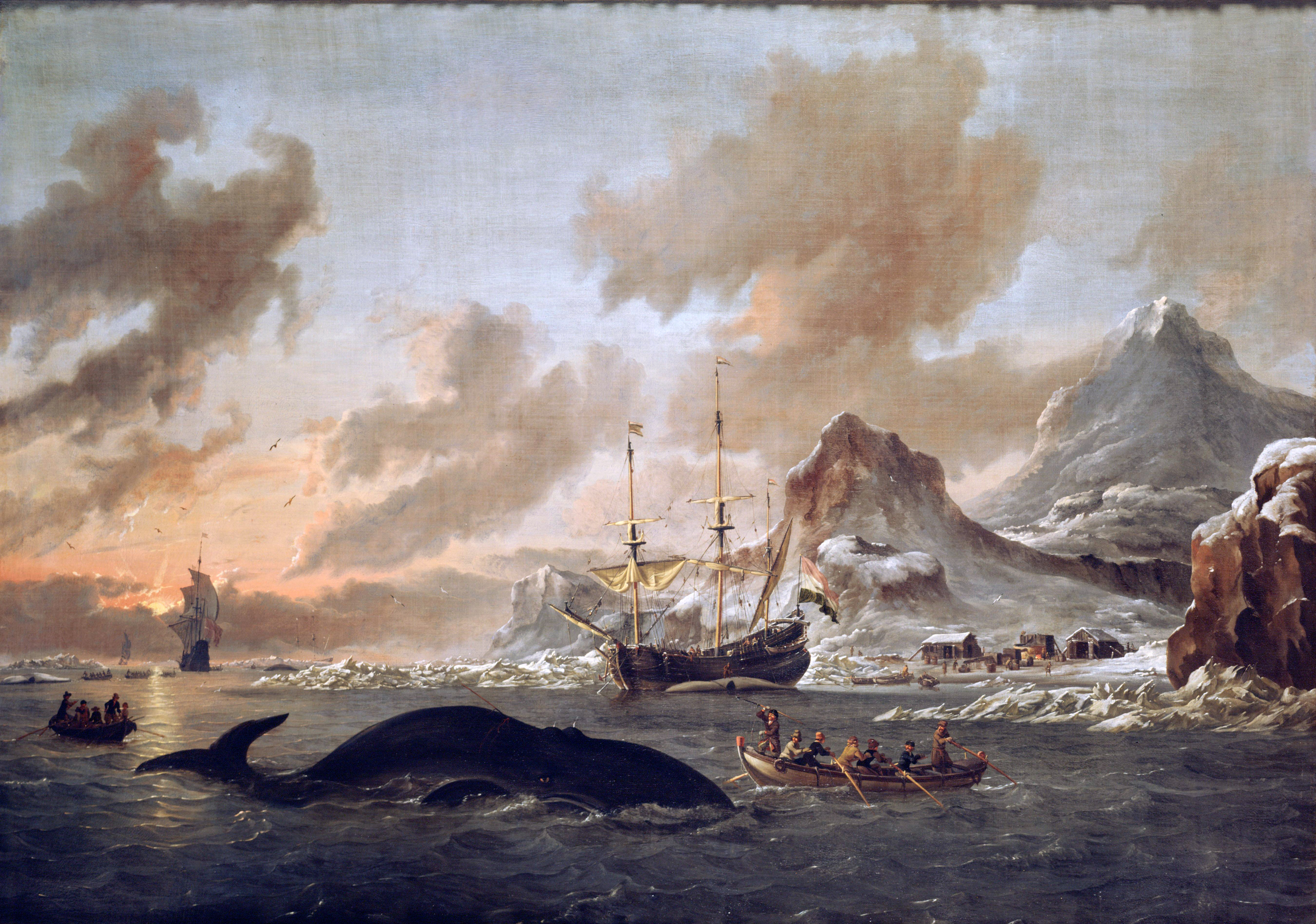
Голландські китобої на Шпіцбергені, 1690 рік
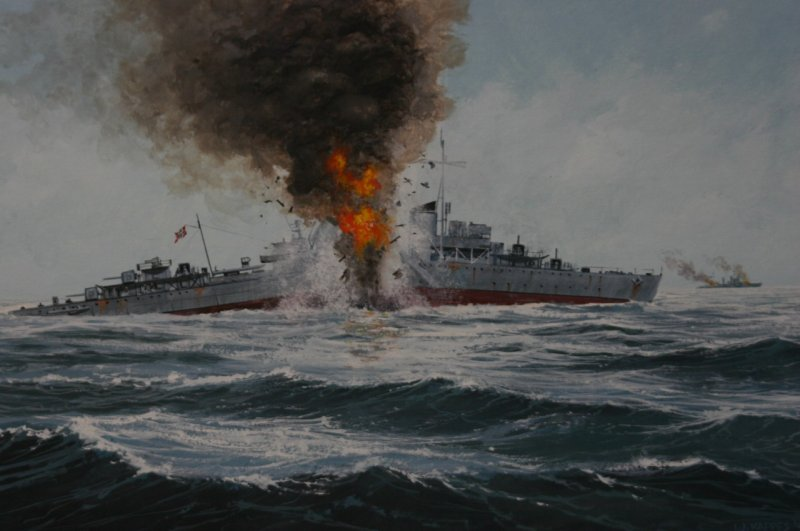
Битва в Баренцовому морі

До середини XIX століття Мурманський берег був майже незаселений, мешканці Коли, Печенги, Олександрівська наїздили до селищ переважно в сезон вилову риби. Про цей край красномовно свідчить резолюція місцевого губернатора на клопотання купців про створення промислу: «Мурман — земля незаселена. Там можуть жити два півні і три курки!». Територія малоземельської тундри на той час була диким краєм ненців-оленеводів (самоїди). Нова ера промислової експлуатації багатств моря розпочинається в XIX столітті, з появою морського трала. Перший траулерний флот Росії на морі складався з 4 суден, зачинателем цього виду лову був капітан М. Л. Копитов. Середній улов тралом за годину праці в Баренцовому морі в 14,4 раза перевищував такий показник для Північного моря. Проте загальні обсяги вилову в позаминулому столітті були невисокими: щорічний вилов тріски Росією в період 1883—1915 років становив 10 тис. тонн. Зі створенням в Мурманську радянської рибопереробної бази вилов риби вже 1924 року перевищив відповідні показники англійського й німецького флотів у цьому морі, ширився стаханівський рух з вилову 5 тис. тонн риби на один траулер. Від Санкт-Петербурга до Мурманська була прокладена залізниця, а пізніше до Білого моря проритий судноплавний Біломорканал. Це значно розширило важливість моря, як північних воріт Росії. У першій половині XX сторіччя до моря мала вихід Фінляндія (незамерзаючий порт Петсамо), країна втратила територію за мирним договором, що поставив крапку в радянсько-фінських війнах.
Під час Другої світової війни Баренцове море слугувало важливою ланкою постачання в логістиці союзників — СРСР отримував озброєння й продовольство, Британія — сировину. Німецькі рейдери робили напади на британські конвої, один з який пізніше отримав назву морської битви в Баренцовому морі. Під командуванням Оскара Кумметца (нім. Oskar Kummetz; 1891—1980) німецькі військові кораблі потопили міноносець «HMS Bramble» і есмінець «HMS Achates (H12)», втративши власний есмінець «Z16 Friedrich Eckoldt» і серйозно пошкодивши «Admiral Hipper». Німці відступили, а британський конвой дістався Мурманська.
У післявоєнний час розпочалось промислове освоєння морських водоростей для харчової та кондитерської промисловості (агар-агар), вилов малоцінних видів риби для переробки на кормове борошно для тваринництва, виготовлення клею. На південному узбережжі Баренцового моря була створена потужна суднобудівельна, рибна і харчова промисловість.
1 липня 2019 в морі загорівся російський глибоководний атомний підводний човен АС-12 «Лошарик». Загоряння сталося в ході проведення батиметричних робіт. В результаті отруєння продуктами горіння загинули 14 членів екіпажу, в тому числі і командир.

## Біологія

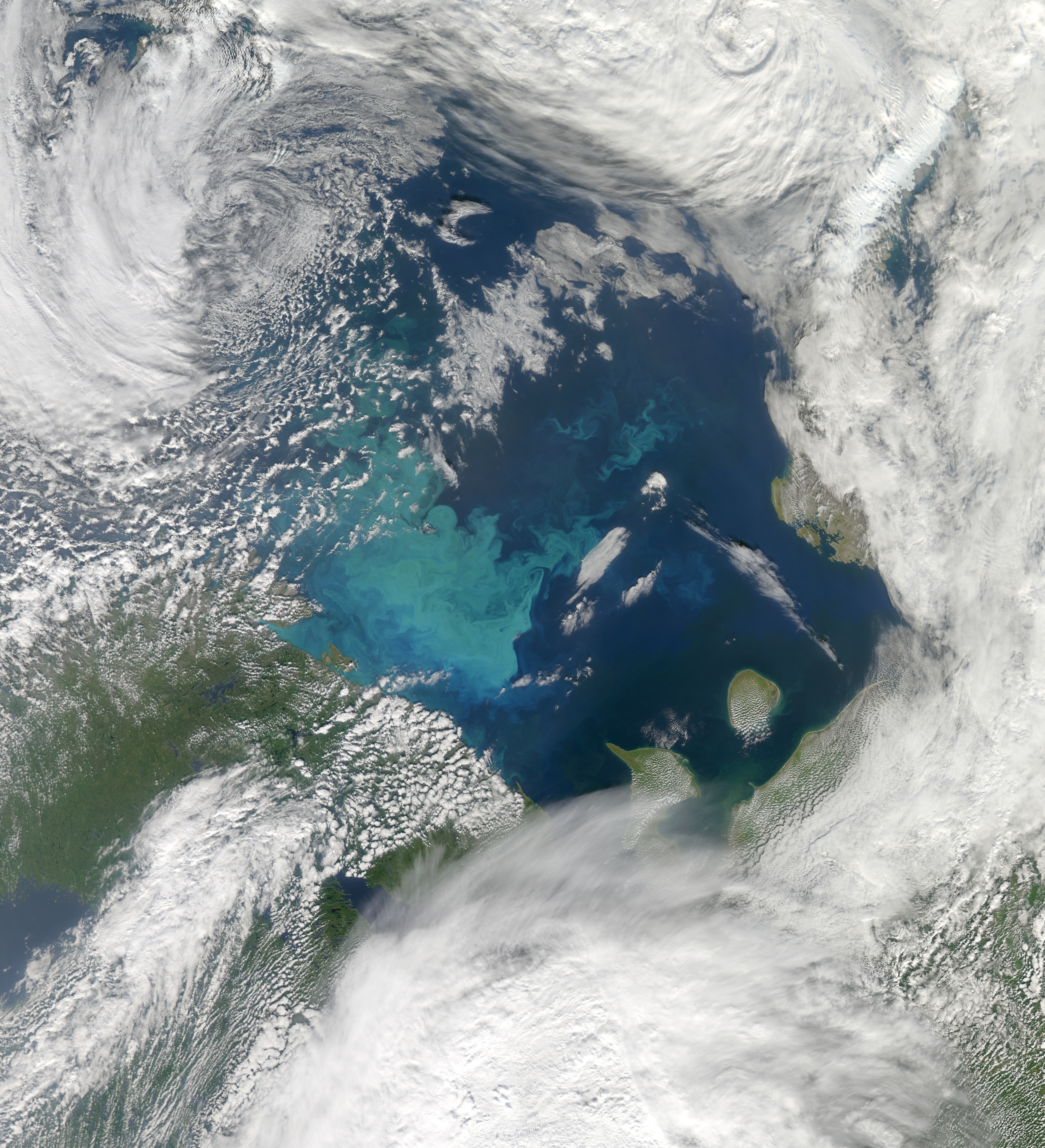
Розвиток фітопланктону в Баренцовому морі

Акваторія моря поділяється на екорегіон північного й східного Баренцового моря арктичного та північнонорвезького узбережжя бореальної північноатлантичної морської зоогеографічної провінції. У зоогеографічному відношенні донна фауна континентального шельфу й острівних мілин до глибини 200 м відноситься до арктичної циркумполярної області арктичної зони, а поблизу узбережжя Кольського півострова — до атлантичної області бореальної зони.
Біологічна продуктивність Баренцового моря, що є акваторією взаємодії теплих атлантичних і холодних арктичних вод, одна з найвищих серед морів Світового океану, море багате на промислову рибу й морського звіра. Морська фауна північного сходу багата на арктичні види, тоді як південного заходу переважно теплолюбна. Норвезький уряд фінансово підтримує біологічні дослідження в акваторії моря.
Фітопланктон Баренцового моря має напрочуд сприятливі зовнішні умови для розвитку — тала вода навколо морської криги збагачена органічними речовинами й киснем, через різність густини з теплішою солонішою водою утворює сталий поверхневий шар. Зоопланктон Баренцового моря налічує сотні видів, 90 % від загальної біомаси в 50 млн тонн (влітку) яких припадає на веслоногих раків (рід Calanus: C. finmarchicus, C. glacialis, C. hyperboreus) і еуфазієвих (Euphasiidae). Цікава креветка Sabinea septemcarinata. Чисельність зоопланктону і його якісний склад суттєво коливається в залежності від сезону: 1—70 мг/м³ взимку, 1—12 г/м³ влітку. Серед кишковопорожнинних варто відзначити численних медуз (цианея Cyanea arctica діаметром до 1 м) і реброплавів.
Бентос Баренцового моря дивовижно багатий (до 3 кг/м³ на деяких ділянках) і різноманітний: ракоподібні (краб Hyas araneus і рак-відлюдник Pagurus puheseens), двостулкові (Astarte crenata), губки, багатощетинкові черви, мшанки, голкошкірі (особливо поширені на Центральному узвишші та в західній акваторії). Щільність живих істот на літоралі Мурманського узбережжя сягає десятків тисяч особин на 1 м². Серед голкошкірих найбільш помітні червона морська зірка (Asterias rubens) і зелений морський їжак (Strongylocentrotus droebachicnsis). Загальна біомаса бентосу Баренцового моря оцінюється в 150 млн тонн. У XX столітті (починаючи з 1961 року) було інтродуковано камчатського краба (Paralithodes camtschaticus), який зміг адаптуватися до нових умов і почати інтенсивно розмножуватися (оціночна чисельсність 2006 року становила 100 млн особин).
Загалом видове різноманіття риб в Баренцовому морі зменшується з південного заходу на північний схід. Іхтіофауна моря налічує 114 видів риб з 42 родин:
- тріскові (Gadidae): тріска (Gadus), пікша (Melanogrammus aeglefinus), сайда (Pollachius virens), навага (Eleginus navaga), сайка (Boreogadus saida);
- камбалові (Pleuronectidae): палтуси;
- лососеві (Salmonidae): сьомга (Salmo salar), кумжа (S. trutta), голець (Salvelinus), нельма (Stenodus nelma), омуль (Coregonus autumnalis), сиг (Coregonus);
- також поширені морський окунь, зубатки, оселедець (Clupea harengus harengus), полярна акула (Somniosus).

У річки Кольського півострова на нерест заходять сьомга, нельма, омуль, сиг, вилов яких є важливою складовою господарства місцевих жителів.
Зубаті кити представлені білухою (Delphinapterus leucas), морською свинею (Phocoena phocoena), косаткою (Orcinus orca) та нарвалом (Monodon monoceros); великі беззубі кити винищені.
Через м'якість клімату південне узбережжя й острів Колгуєв вкриті тундрою з поодинокими острівцями полярної верби (Salix polaris) й карликової берези (Betula nana). Поверхня Шпіцбергену, Землі Франца-Йосифа, Нової Землі вкрита льодовиками; вузька прибережна смуга, що влітку звільняється від снігу й криги — полярна пустеля. На узбережжі та на краю морської криги живуть кільчаста нерпа (Phoca hispida), лахтак (Erignathus barbatus), гренландські тюлені (Pagophilus groenlandica) збираються взимку на розмноження в гирло Білого моря; численні колись моржі (Odobenus rosmarus) більше не зустрічаються в акваторії. Найбільший наземний хижак — білий ведмідь (Ursus maritimus). Згідно з останніми дослідженнями існують декілька генетично різних популяцій баренцовоморських білих ведмедів.
На прибережних скелях численні пташині базари морських птахів, що живляться рибою в морі: мартин трипалий (Rissa tridactyla), товстодзьоба (Uria lomvia) і тонкодзьоба кайри (U. aalge), чистуни (Cepphus), люрики (Alle alle).

## Господарське використання
Баренцове море через власні сприятливі судноплавні умови має важливе транспортне значення для Росії, як ворота Північного морського шляху з незамерзаючим портом Мурманськ, як акваторія, що слугує майже єдиним шляхом сполучення (загальна довжина ліній 5 тис. км) для прибережних районів. З річок, що впадають у море, найважливіше транспортне значення має судноплавна Печора.

### Риболовля

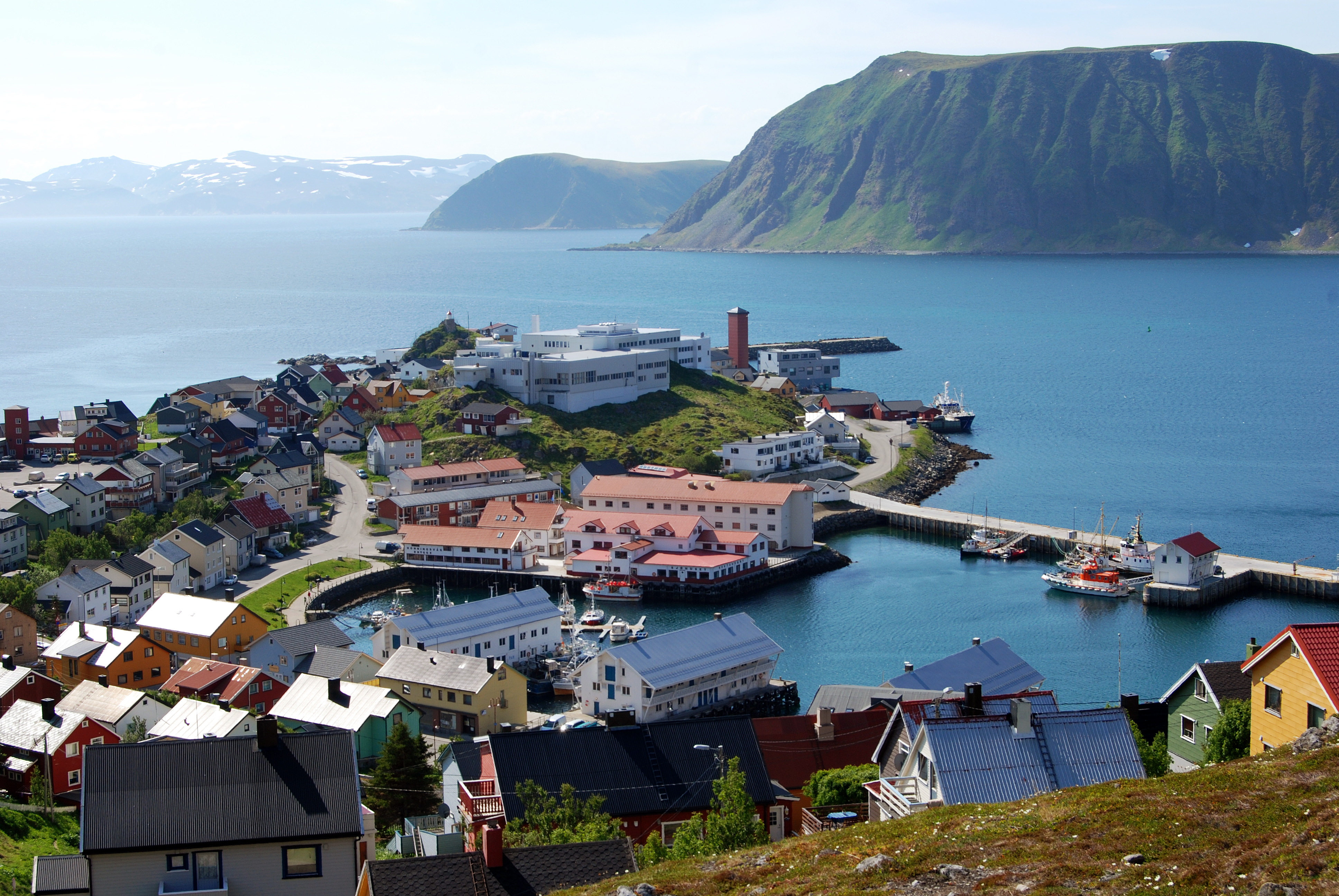
Хоннігнсвог — найпівнічніше риболовецьке містечко Норвегії

Важливе значення, через великий біологічний потенціал моря, має риболовецький промисел. У середині XX століття головними об'єктами промислу були: тріска (70 % вилову), пікша (19 %), морський окунь (4 %), оселедець (3 %), зубатка (2 %), палтус (1 %). Інтенсивний вилов донних видів риби призвів до колапсу обсягів риболовлі цінних видів на початку 1970-х років, першість зайняла мойва. На середину 1980-х років відмічалась позитивна тенденція відновлення чисельності цінних видів риби в морі. У Баренцовому морі найбільша у світі популяція тріски. Вилов риби здійснюють Норвегія і Росія, задля контролю за виловом 1976 року створено спільну комісію з риболовлі, яка встановлює граничні обсяги вилову (англ. Total Allowable Catches, TACs) та перерозподіляє квоти, накопичує статистичну інформацію. Проте значні обсяги вилову залишаються поза системою обліку, приватні рибалки занижують розміри улову, щоб не платити податки й збори.
У річки Кольського півострова на нерест заходять сьомга, нельма, омуль, сиг, вилов яких є важливою складовою господарства місцевих жителів.
Біля гирла Білого моря — промисел гренландського тюленя. Виловлюють також білуху і лахтака. Узбережжя Кольського півострова багате на їстівні морські водорості. На узбережжі також полюють на морських птахів, збирають їхні яйця і гагачий пух.

### Порти
Морські порти:
- Росія: Мурманськ — головний порт на морі, Печенга, Індіга, Нар'ян-Мар, Териберка[4][5].
- Норвегія: Вадсьо, Вардьо, Кіркенес.

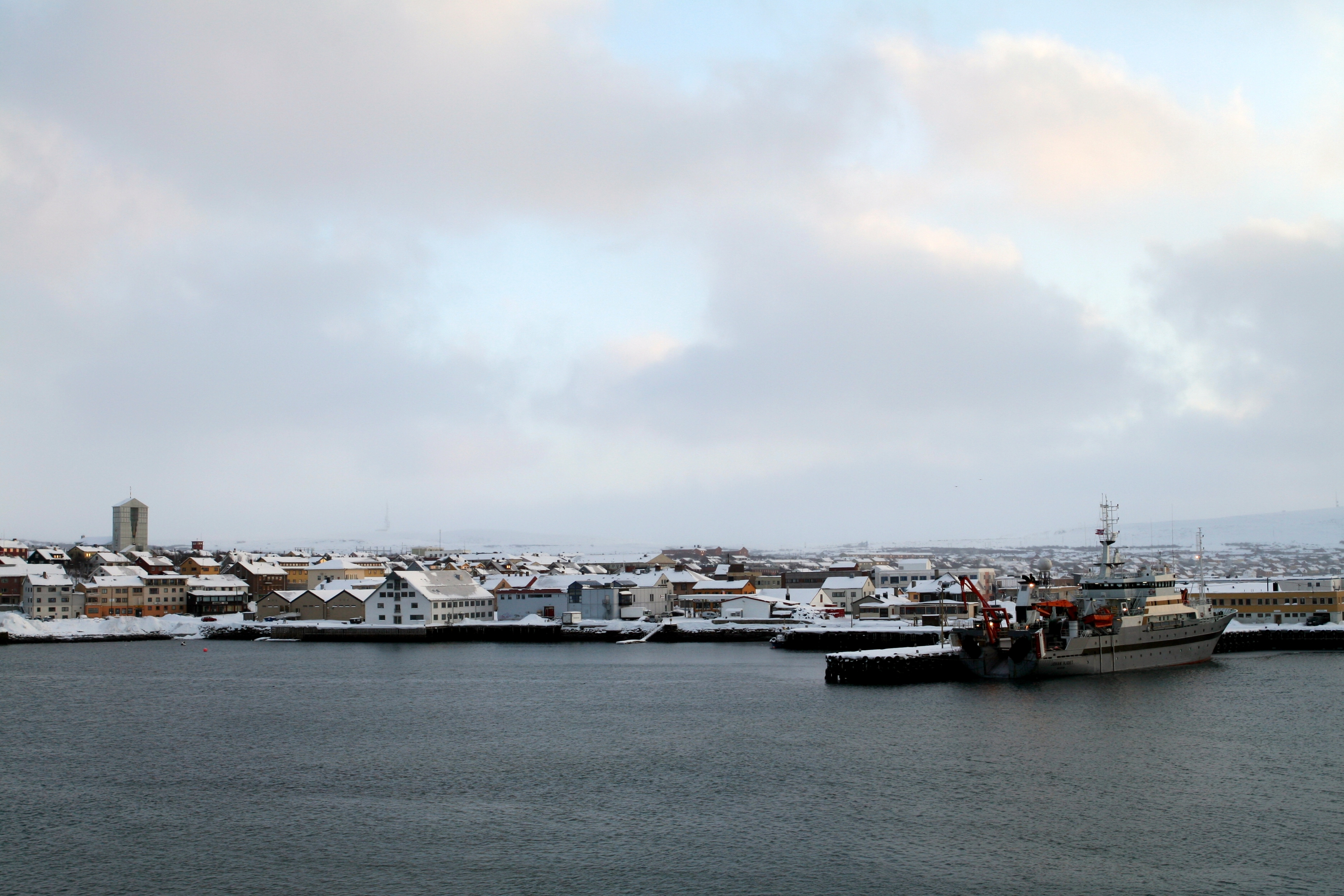
Порт Вадсьо
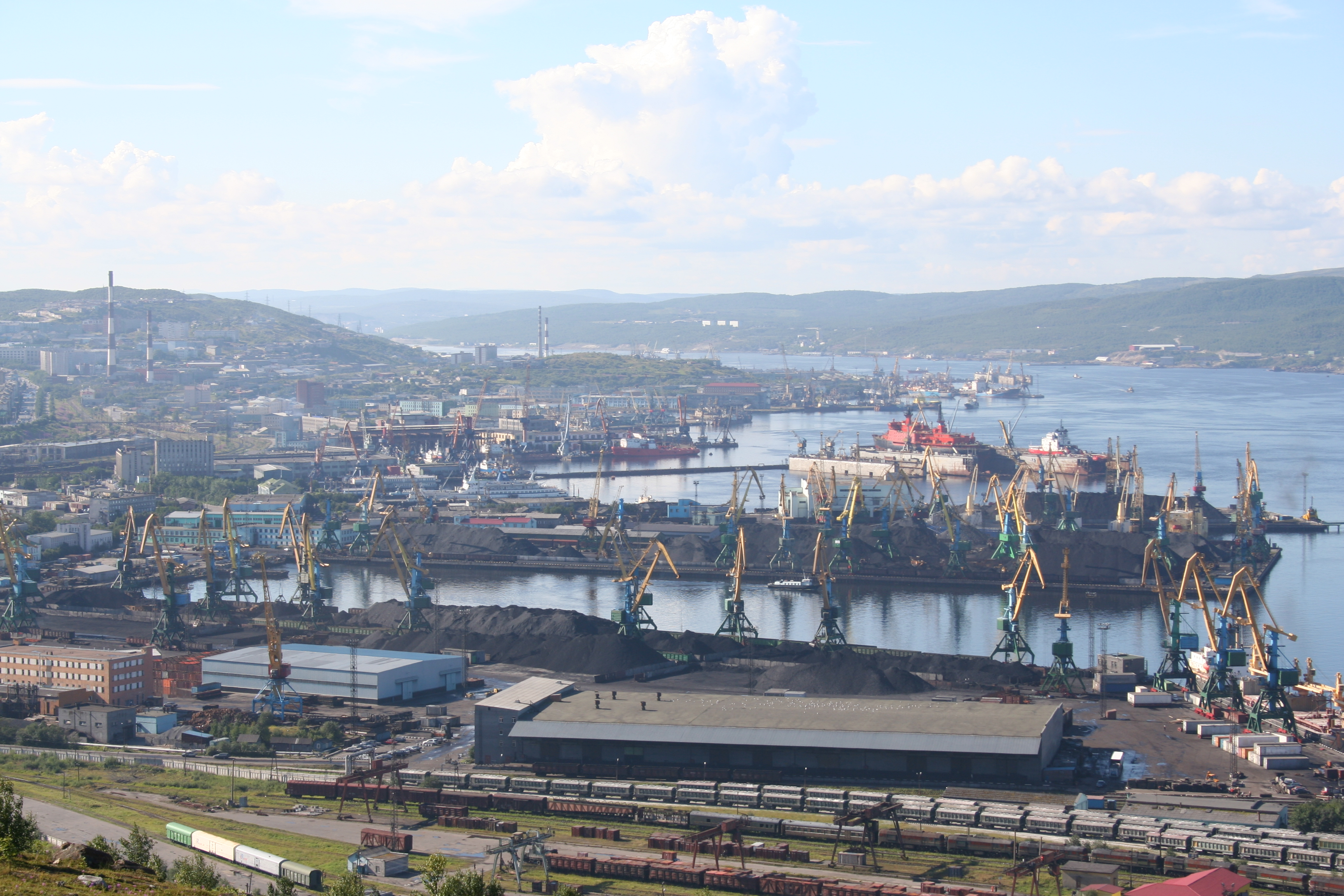
Порт Мурманська
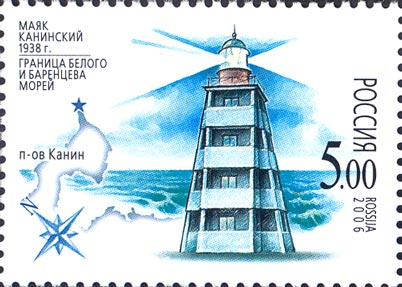
Канінський маяк
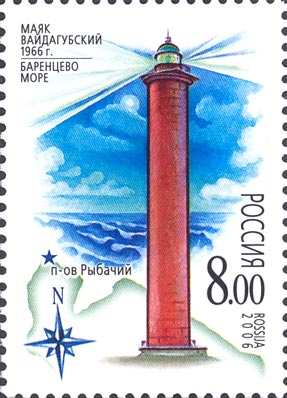
Вайдагубський маяк
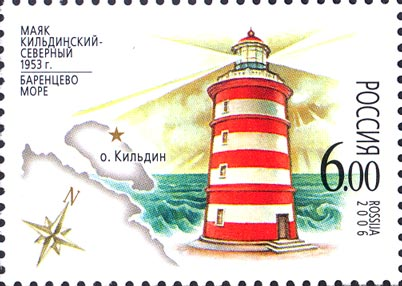
Кільдинський-Північний маяк

Найважливіші статті вантажоперевезень: кам'яне вугілля, риба, будматеріали, ліс.

### Енергетика
У вузькій бухті Кисла, що поблизу Мурманська на Кольському півострові за часів СРСР 1968 року була зведена перша дослідно-промислова припливна електростанція потужністю 450 кВт (пізніше збільшена до 1,7 МВт).

### Нафтовидобувна промисловість
Акваторія південно-східної частини моря є однією з найбільш розвіданих за запасами вуглеводнів на російського континентального шельфу. Натхненні успіхом розвідки вуглеводнів на дні Північного моря в 1960-х роках норвежці 1969 року розпочали сейсмічні дослідження на шельфі Баренцового. Першу безуспішну розвідувальну свердловину на дні моря пробурила в 1980 році норвезька нафтогазова компанія NorskHydro. Через декілька років були розвідані перші газові родовища Альке та Аскеладден, пізніше Сньовіт (норв. Snøhvit). Проте інтерес до моря з часом спав через те, що ряд свердловин дав лише газ (попит на природний газ на той час був низьким), а собівартість видобутку через віддаленість була високою. Інтерес до регіону відновився наприкінці 2000-х років — початок розробки Сньовіту, зроблено ряд нових відкриттів.
Розвідка в російській частині моря розпочалася приблизно в той самий час, що і на норвезькій стороні, радянські геологи були натхнені успіхом у Тимано-Печорському басейні. Перші розвідувальні свердловини були пробурені на початку 1980-х років. 1988 року було відкрите Штокманівське газоконденсатне родовище, 5-те найбільше у світі, потім у 1990 році Лудловське газове родовище. Проте економічна нестабільність 1990-х років в Росії призупинила розробку вуглеводнів на 20 років. На відкритому 1989 року шельфовому нафтовому родовищі Прирозломне, що розташоване в морі за 55 км на північ від селища Варандей, за 320 км від Нар'ян-Мару, 2013 року було видобуто першу російську арктичну нафту (сорт отримав назву ARCO, Arctic oil). За 2014 рік з бурової платформи було відвантажено 300 тис. тонн нафти. Глибини моря в районі родовища становлять 19-20 м; загальні запаси нафти становлять 70 млн тонн. Ліцензія на розробку належить компанії «Газпром нефть шельф» (дочірнє товариство «Газпром нефть»).

### Геополітична складова
На Баренцовому морі (Сєвєроморськ) дислокується Північний флот ВМФ Росії, включно з атомними підводними човнами. Море слугує важливим коридором виходу в Північну Атлантику й Арктику для Росії. 12 серпня 2000 року в Баренцовому морі під час проведення навчань затонув російський атомний підводний човен «Курськ», усі 118 членів екіпажу (серед яких були й українці). Точні причини й розвиток подій залишаються нез'ясованими, офіційні заяви й остаточна версія слідства мають багато протиріч. Радіоактивне забруднення моря від атомних реакторів підводних човнів — гостра проблема для екології регіону.

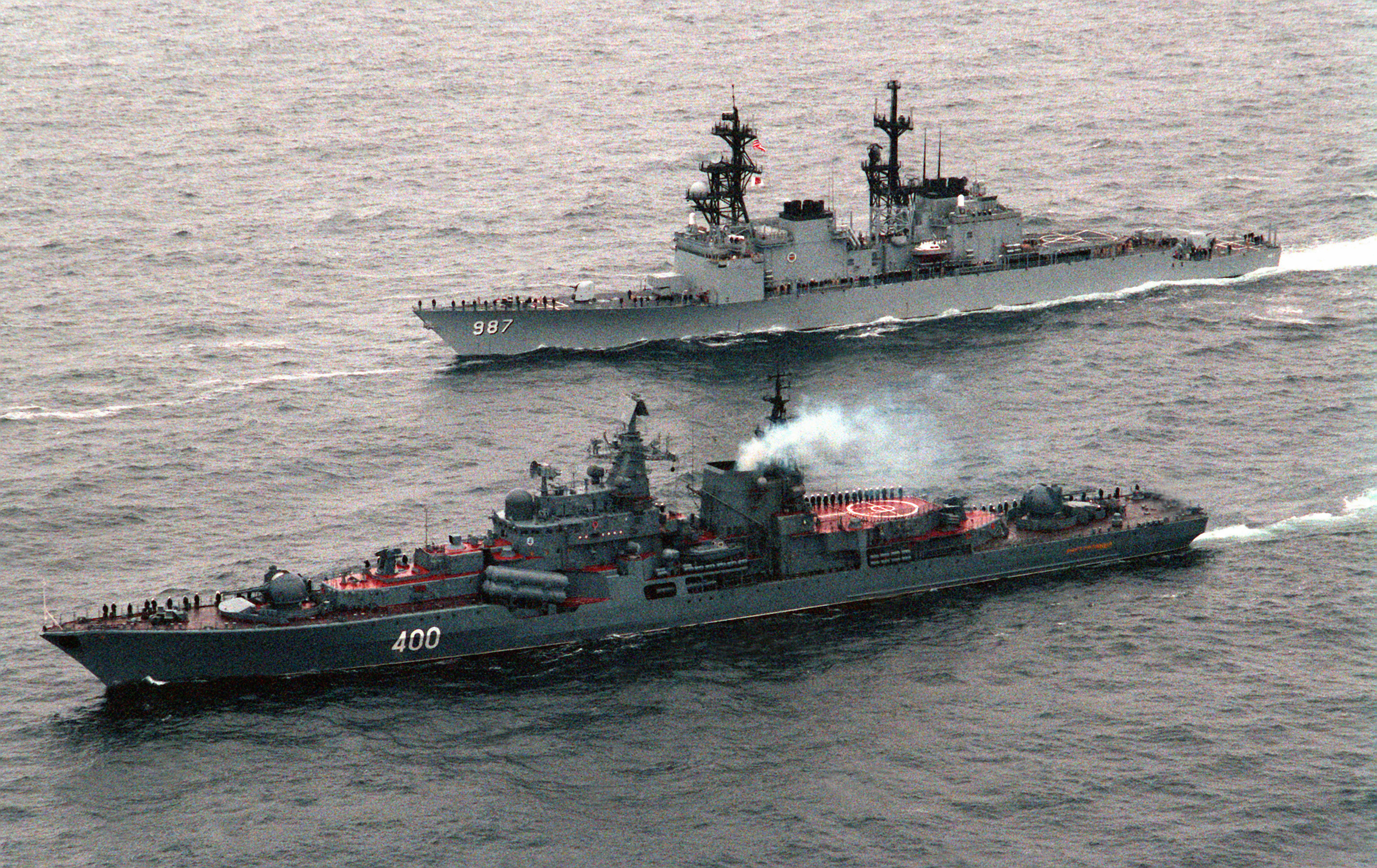
Міноносець «Розторопний» і есмінець «USS O'Bannon» в Баренцовому морі, 1992 рік
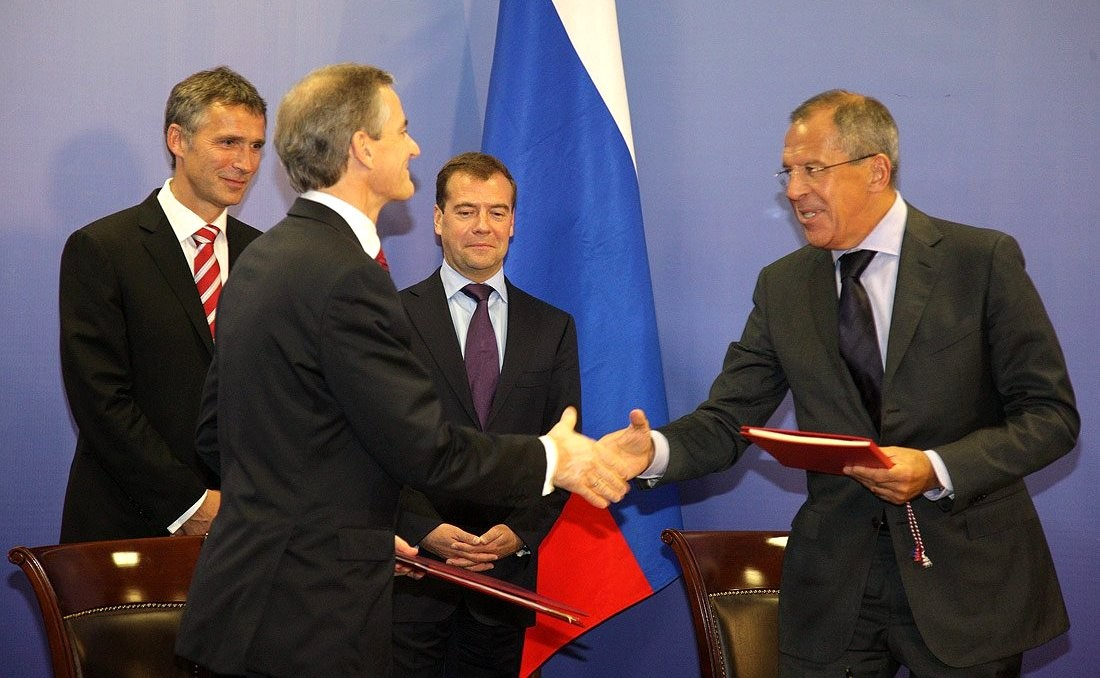
Підписання норвезько-російської угоди про державний кордон
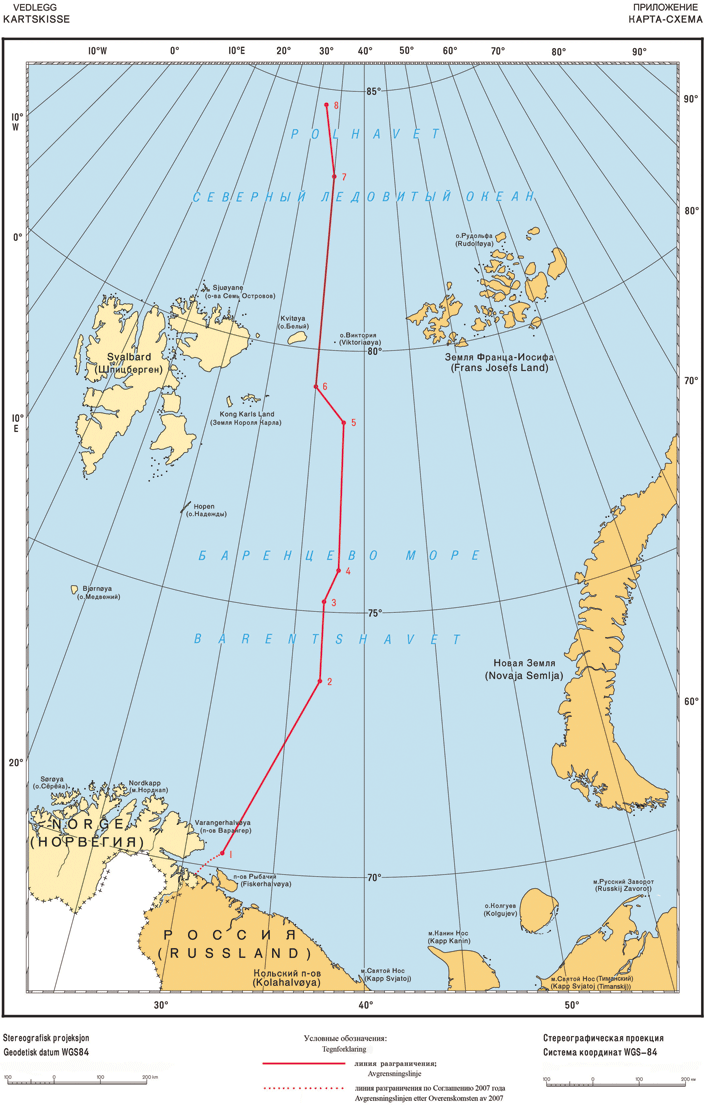
Норвезько-російський кордон

Протягом багатьох десятиліть в акваторії моря існувала територіальна суперечка Норвегією і СРСР (потім Російською Федерацією). Причини цієї суперечки лежали в ряді кроків радянського керівництва: декларативне встановлення секторних кордонів в Арктиці 1926 року, передача певних фінських територій в районі Петсамо Норвегії в 1940-х роках. Керуючись положеннями Женевської конвенції про відкрите море 1958 року норвежці зайняли позицію визначення кордонів в акваторії моря згідно з рівновіддаленими лініями, у той час, як радянська сторона наполягала на власному задекларованому кордоні за меридіаном. Така позиція сторін призвела до появи «сірої зони» площею 175 тис. км² (12 % акваторії моря). Перші перемовини розпочалися 1974 року, які завершились через 2 роки проголошенням мораторію на розвідку вуглеводнів у цій зоні. 2010 року Норвегія і Росія підписали угоду про розмежування кордонів в сірій зоні за принципом обопільних поступок у принципах визначення кордонів. Договір був ратифікований і набрав чинності 7 липня 2011 року, відкривши сіру зону для розвідки вуглеводнів.

## Дослідження
У 1594—1597 роках голландський мореплавець Віллем Баренц (нід. Willem Barendsz; 1550—1597) здійснив 3 безуспішні експедиції з метою знайти північно-східний прохід з Атлантики до Китаю та Індії. Під час експедицій були відкриті острови Ведмежий і Шпіцберген, обстежене західне узбережжя Нової Землі, проведений повний річний цикл метеорологічних спостережень, виміряні глибини моря під час ходу корабля.
З початку XIX століття починається наукове дослідження моря. У 1821—1824 роках на західному узбережжі Нової Землі працювала гідрографічна експедиція Федора Петровича Літке (1797—1882). 1837 року академік Карл Бер під час плавання на Нову Землю зібрав першу колекцію морських тварин. У першій половині XIX століття акваторію Печорського моря і Новоземельські протоки досліджував російський гідрограф, віцеадмірал Михайло Францович Рейнеке (1801—1859). 1870 року російський вчений Олександр Федорович Міддендорф (1815—1894) досліджує рух теплих атлантичних мас в Баренцовому морі, саме він запропонував назву для Нордкапської течії. Починаючи з 1871 і впродовж наступного десятиліття море досліджувала голландська наукова експедиція на судні «Віллем Баренц». Норвезька Північноатлантична експедиція досліджувала гідрологію моря в 1876—1878 роках. 1898 року було організовано російську Мурманську науково-промислову експедицію на судні «Андрій Первозванний» (пізніше «Мурман»), першому у світі судні, що було збудоване спеціально для океанологічних рейсів. Керівництво експедицією очолив Микола Михайлович Кніпович (1862—1939). 1899 року до Єкатерининської гавані з Соловецьких островів Білого моря переїздить Мурманська біологічна станція. 1901 року море досліджував відомий норвезький мандрівник, надалі підкорювач Південного полюсу, Руал Амундсен (1872—1928).

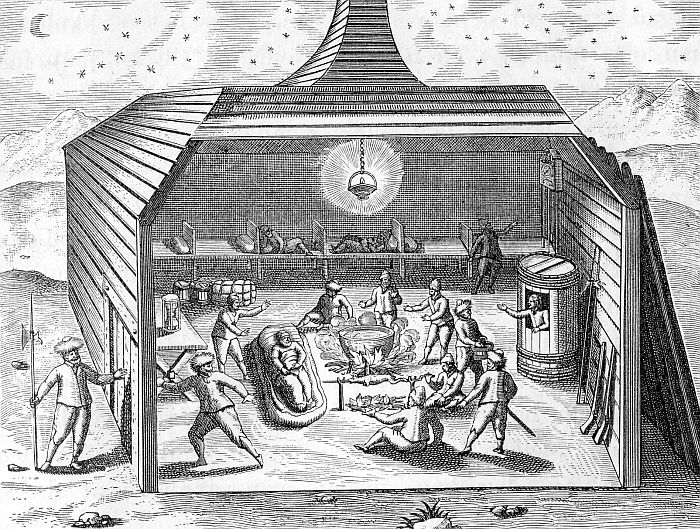
Зимівля експедиції Баренца на Новій Землі
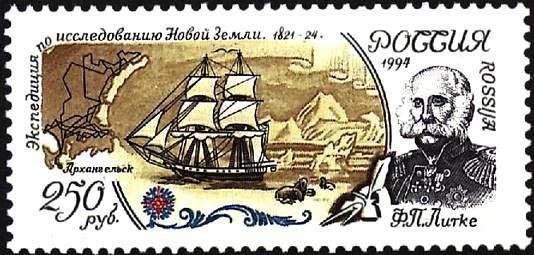
Поштова марка СРСР присвячена експедиції Ф. П. Літке
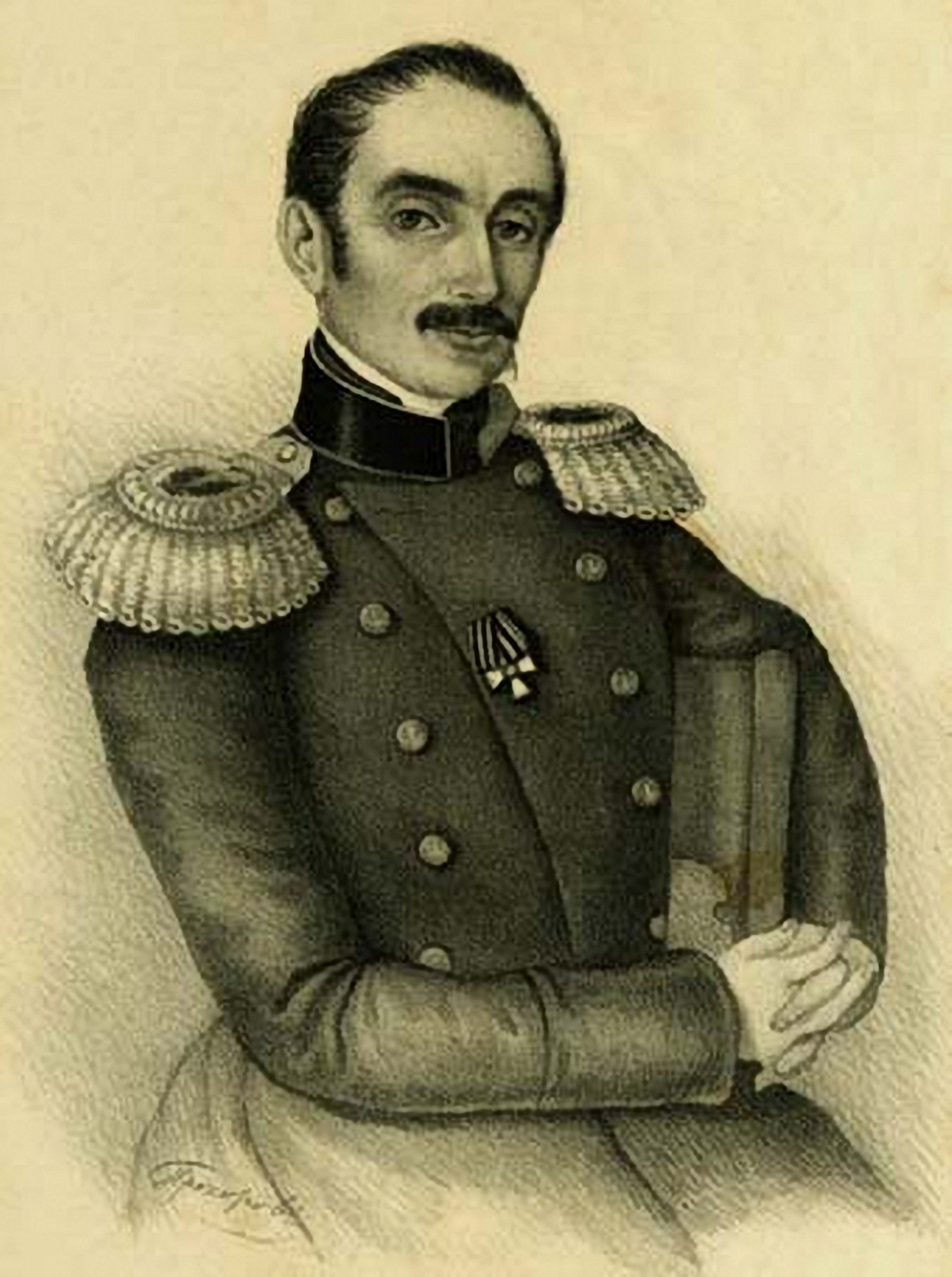
М. Ф. Рейнеке
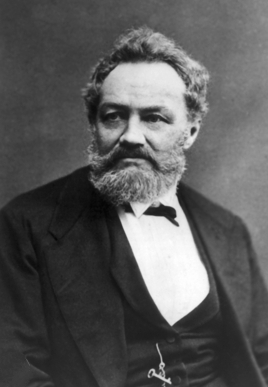
О. Ф. Міддендорф
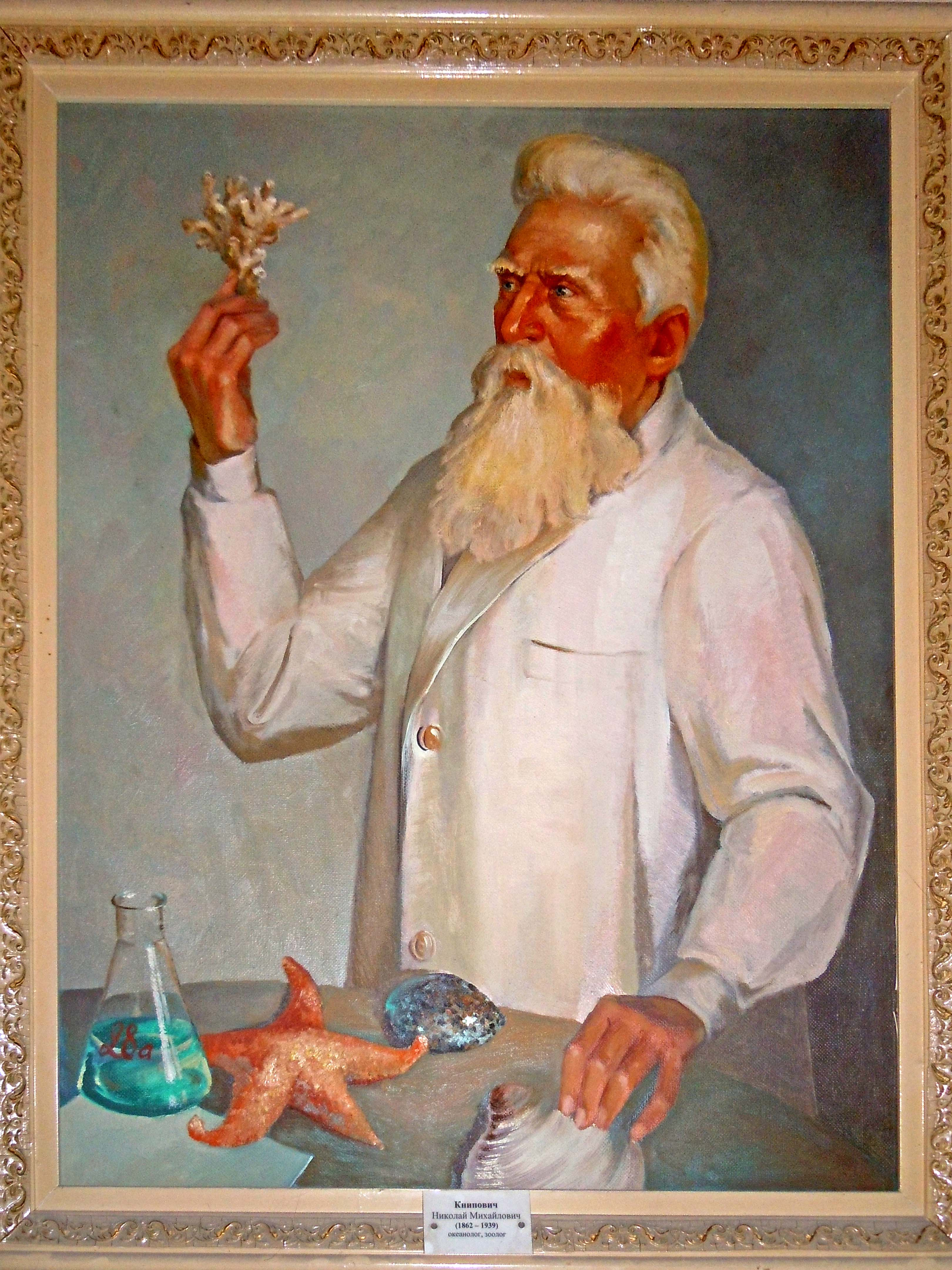
М. М. Кніпович
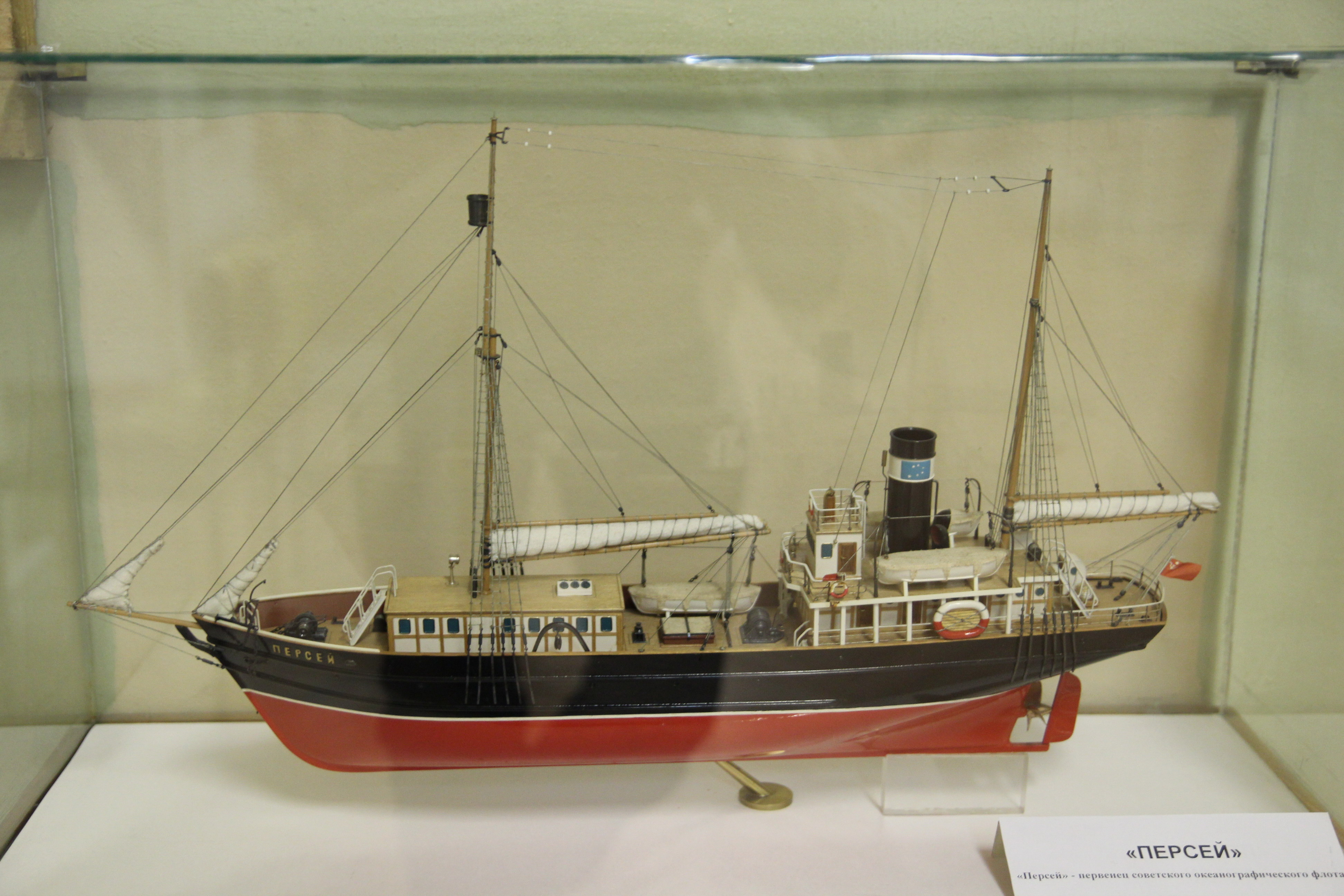
Модель судна «Персей»

Найбільших зусиль з дослідження моря, через його транспортну й господарську важливість, доклав СРСР. З 1921 року Мурманську біостанцію (підрозділ Океанографічного інституту) очолювали Іван Ілларіонович Мєсяцев (1885—1940) і Костянтин Михайлович Дерюгін (1878—1938). 1937 року біостанцію перенесли на східне узбережжя Мурману, в Дальню Зеленецьку губу. Починаючи з 1923 року радянський океанолог В. Ю. Візе вперше почав давати прогнози щодо майбутньої льодової обстановки на морі. Був створений Плавморнін (Плавучий морський науковий інститут), пізніше перетворений на Всесоюзний науково-дослідний інститут рибного господарства та океанографії. НДІ вже впродовж перших 20 років існування здійснив понад 80 наукових гідрологічних експедицій на судах «Микола Кніпович» і «Персей». Інститут проводив довготермінові глибинні гідрологічні вимірювання фізико-хімічних властивостей в профілі товщі морської води вздовж кольського меридіану (на північ від Кольської затоки), порівняння результатів яких давало змогу відстежити довготермінові тенденції зміни гідрологічних характеристик води в «Кольському розрізі». Також результатом досліджень інституту стала перша карта підводного рельєфу моря, складена 1933 року морським геологом М. Кленовою (1898—1976).
Норвезький уряд підтримує морські біологічні дослідження, оскільки вони мають великий потенціал для розвитку фармацевтики, харчової і легкої промисловостей косметичної галузі. Це створення нових робочих місць та сталий розвиток регіону з головним центром у місті Тромсе. MabCent-SFI, що базується в університеті Тромсе, єдиний з 14 науково-дослідних центрів Науково-дослідної ради Норвегії (норв. Norges forskningsråd), що спеціалізується на дослідженні біологічно активних речовин арктичних організмів заради подальшого використання таких речовин у фармацевтиці та харчовій промисловості.

## Екологія та охорона природи

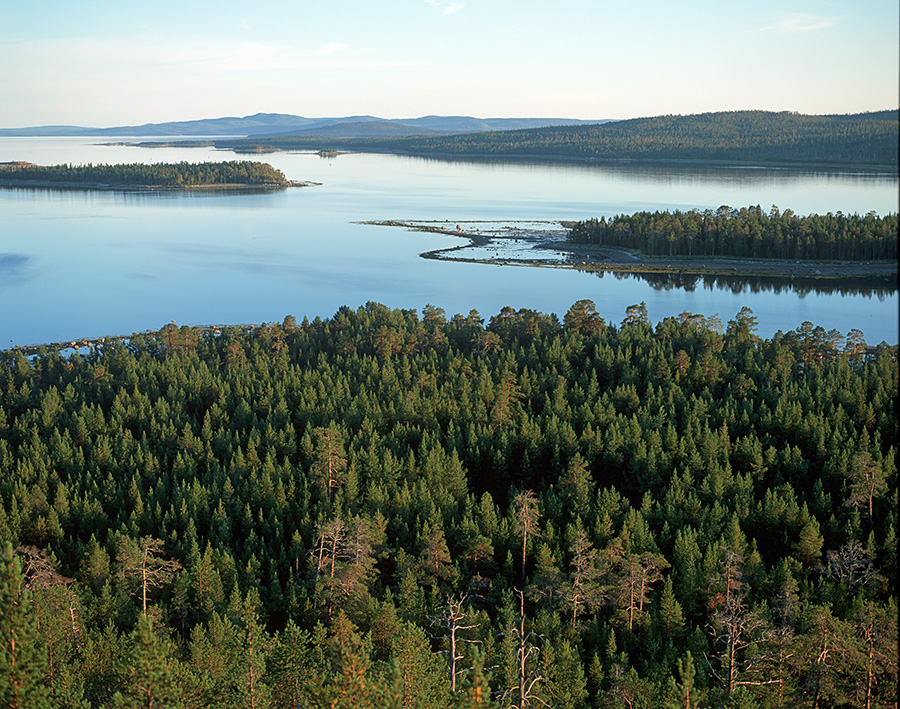
Краєвид Кандалакського заповідника

Відкрита частина Баренцова моря в порівнянні з акваторіями інших арктичних морів забруднена не досить сильно. Але зона, де активно пересуваються судна, вкрита нафтовою плівкою. Води Кольської, Териберської, Мотовської заток піддаються найбільшому антропогенному забрудненню, здебільшого нафтопродуктами. Загальний стік забруднених вод до Баренцового моря становить 150 млн м³. Отруйні речовини постійно накопичуються в донному ґрунті моря і можуть слугувати джерелом вторинного забруднення вод.
1932 року на Мурманському березі навколо архіпелагу Сім островів на площі 70 530 га (з яких акваторія моря 49 583 га) було створено Кандалакський заповідник задля збереження місць проживання морських птахів, передусім гаги. Пізніше до території заповідника були включені й інші території Мурманської області. 1994 року вся територія архіпелагу Земля Франца-Йосифа (1,6 млн га) з прилеглою акваторією (2,6 млн га) була включена до новоствореного однойменного заказника задля збереження природних ландшафтів і місць розмноження білих ведмедів, морських птахів. У Печорській губі та на островах Гуляєві Кошки на площі 313 400 га (акваторія моря 181 900 га) 1997 року створено заповідник Ненецький.